# Cúp quốc gia Scotland 2009–10
Cúp quốc gia Scotland 2009–10 là mùa giải thứ 125 của giải đấu bóng đá loại trực tiếp uy tín nhất Scotland. Giải được tài trợ bởi Chính phủ Scotland và vì lý do tài trợ nên có tên là Cúp quốc gia Scotland Active Nation .

## Lịch thi đấu
| Vòng      | Ngày thi đấu đầu tiên                                 | Số trận đấu | Số trận đấu | Số đội tham gia |
| Vòng      | Ngày thi đấu đầu tiên                                 | Ban đầu     | Đấu lại     | Số đội tham gia |
| --------- | ----------------------------------------------------- | ----------- | ----------- | --------------- |
| Vòng Một  | Thứ Bảy 26 tháng Chín                                 | 17          | 4           | 81 → 64         |
| Vòng Hai  | Thứ Bảy 24 tháng Mười                                 | 16          | 3           | 64 → 48         |
| Vòng Ba   | Thứ Bảy 28 tháng Mười Một                             | 16          | 4           | 48 → 32         |
| Vòng Bốn  | Thứ Bảy 9 tháng Một                                   | 16          | 4           | 32 → 16         |
| Vòng Năm  | Thứ Bảy 6 tháng Hai                                   | 8           | 2           | 16 → 80         |
| Tứ kết    | Thứ Bảy 13 tháng Ba                                   | 4           | 2           | 8 → 4           |
| Bán kết   | Thứ Bảy/Chủ Nhật 10/11 tháng Tư, or following midweek | 2           | N/A         | 4 → 2           |
| Chung kết | Thứ Bảy 15 tháng 5 năm 2010                           | 1           | N/A         | 2 → 1           |

Từ vòng Một đến vòng Ba, các trận đấu bị hoãn hoặc hòa sẽ thường được đấu lại ở cuối tuần tiếp theo và giữa tuần sau đó. Từ vòng Bốn đến vòng Sáu, các trận đấu bị hoãn hoặc hòa thường được đấu lại ở giữa tuần thứ 2 sau ngày thi đấu chính và giữa tuần tiếp theo. Không có đấu lại ở các trận Bán kết hoặc Chung kết.

## Vòng Một
Lễ bốc thăm vòng Một diễn ra tại Hamilton Crescent, thường được biết đến với tên West of Scotland Cricket Ground, lúc 15:00 ngày 3 tháng 9 năm 2009. Hamilton Crescent là sân vận động cũ nhất còn tồn tại tổ chức các trận Chung kết Cúp quốc gia Scotland, và cũng tổ chức trận đấu bóng đá quốc tế đầu tiên.
Vòng này có sự tham gia của các đội sau:
- 13 đội từ Highland Football League thuộc SFA (Inverurie Loco Works, Keith, Wick Academy, Buckie Thistle, Fraserburgh, Huntly, Forres Mechanics, Nairn County, Clachnacuddin, Lossiemouth, Rothes, Brora Rangers, Fort William)
- 10 đội từ East of Scotland League thuộc SFA (Edinburgh University, Whitehill Welfare, Preston Athletic, Edinburgh City, Coldstream, Selkirk, Civil Service Strollers, Gala Fairydean, Vale of Leithen, Hawick Royal Albert)
- 4 đội từ South of Scotland League thuộc SFA (Dalbeattie Star, Wigtown & Bladnoch, St Cuthbert Wanderers, Newton Stewart)
- 4 đội khác thuộc SFA (Burntisland Shipyard, Girvan, Glasgow University, Golspie Sutherland)
- 4 đội giành quyền từ Scottish Junior Football Association (Auchinleck Talbot, Banks O' Dee, Bonnyrigg Rose Athletic, Irvine Meadow)

Burntisland Shipyard là câu lạc bộ được đi thẳng vào vòng Hai.
Có 4 trong 5 đội Junior (Girvan và 4 đội giành quyền) giành chiến thắng, trong khi Bonnyrigg Rose thất bại sau trận đấu lại. Thất bại của Hawick Royal Albert bởi Huntly dẫn đến một vụ điều tra do nghi ngờ dàn xếp tỷ số.
| Selkirk | 3–0 | Preston Athletic |  |

| Gass 44' · Black 63' · McManus 89' |                      |  | \| Ngày \| 26 tháng 9 năm 2009 \| \| Giờ thi đấu \| 15:00 \| \| Sân vận động \| Yarrow Park, Selkirk \| \| Trọng tài \| Gavin Ross \| |
| Ngày                               | 26 tháng 9 năm 2009  |  | |
| Giờ thi đấu                        | 15:00                |  | |
| Sân vận động                       | Yarrow Park, Selkirk |  | |
| Trọng tài                          | Gavin Ross           |  | |

| Ngày         | 26 tháng 9 năm 2009  |
| Giờ thi đấu  | 15:00                |
| Sân vận động | Yarrow Park, Selkirk |
| Trọng tài    | Gavin Ross           |

| Clachnacuddin | 2–2 | Wick Academy |  |

| Macdonald 24' · Williamson 77' |                              | Allan 36' · Shearer 89' | \| Ngày \| 26 tháng 9 năm 2009 \| \| Giờ thi đấu \| 15:00 \| \| Sân vận động \| Grant Street Park, Inverness \| \| Trọng tài \| Alastair Mather \| |
| Ngày                           | 26 tháng 9 năm 2009          |                         | |
| Giờ thi đấu                    | 15:00                        |                         | |
| Sân vận động                   | Grant Street Park, Inverness |                         | |
| Trọng tài                      | Alastair Mather              |                         | |

| Ngày         | 26 tháng 9 năm 2009          |
| Giờ thi đấu  | 15:00                        |
| Sân vận động | Grant Street Park, Inverness |
| Trọng tài    | Alastair Mather              |

| Auchinleck Talbot | 7–0 | Fort William |  |

| Gillies 18' · Boyle 20' 52' · McIlroy 30' (ph.đ.) · McKelvie 59' 61' · Slavin 72' |                            |  | \| Ngày \| 26 tháng 9 năm 2009 \| \| Giờ thi đấu \| 15:00 \| \| Sân vận động \| Beechwood Park, Auchinleck \| \| Trọng tài \| Iain Craig \| |
| Ngày                                                                              | 26 tháng 9 năm 2009        |  | |
| Giờ thi đấu                                                                       | 15:00                      |  | |
| Sân vận động                                                                      | Beechwood Park, Auchinleck |  | |
| Trọng tài                                                                         | Iain Craig                 |  | |

| Ngày         | 26 tháng 9 năm 2009        |
| Giờ thi đấu  | 15:00                      |
| Sân vận động | Beechwood Park, Auchinleck |
| Trọng tài    | Iain Craig                 |

| Nairn County | 5–2 | Golspie Sutherland |  |

| Mackintosh 32' · Low 55' 67' · Campbell 80' · Barron 88' |                     | Mikula 44' 47' | \| Ngày \| 26 tháng 9 năm 2009 \| \| Giờ thi đấu \| 15:00 \| \| Sân vận động \| Station Park, Nairn \| \| Trọng tài \| Graham Fraser \| |
| Ngày                                                     | 26 tháng 9 năm 2009 |                | |
| Giờ thi đấu                                              | 15:00               |                | |
| Sân vận động                                             | Station Park, Nairn |                | |
| Trọng tài                                                | Graham Fraser       |                | |

| Ngày         | 26 tháng 9 năm 2009 |
| Giờ thi đấu  | 15:00               |
| Sân vận động | Station Park, Nairn |
| Trọng tài    | Graham Fraser       |

| Edinburgh University | 0–3 | Vale of Leithen |  |

|              |                       | Somerville 22' 60' · Sonko 89' | \| Ngày \| 26 tháng 9 năm 2009 \| \| Giờ thi đấu \| 15:00 \| \| Sân vận động \| Peffermill, Edinburgh \| \| Trọng tài \| Stephen Allan \| |
| Ngày         | 26 tháng 9 năm 2009   |                                | |
| Giờ thi đấu  | 15:00                 |                                | |
| Sân vận động | Peffermill, Edinburgh |                                | |
| Trọng tài    | Stephen Allan         |                                | |

| Ngày         | 26 tháng 9 năm 2009   |
| Giờ thi đấu  | 15:00                 |
| Sân vận động | Peffermill, Edinburgh |
| Trọng tài    | Stephen Allan         |

| Inverurie Loco Works | 5–0 | St Cuthbert Wanderers |  |

| Cormie 38' · Gauld 43' · Ross 71' · McLean 76' · Singer 80' |                        |  | \| Ngày \| 26 tháng 9 năm 2009 \| \| Giờ thi đấu \| 15:00 \| \| Sân vận động \| Harlaw Park, Inverurie \| \| Trọng tài \| Steven George \| |
| Ngày                                                        | 26 tháng 9 năm 2009    |  | |
| Giờ thi đấu                                                 | 15:00                  |  | |
| Sân vận động                                                | Harlaw Park, Inverurie |  | |
| Trọng tài                                                   | Steven George          |  | |

| Ngày         | 26 tháng 9 năm 2009    |
| Giờ thi đấu  | 15:00                  |
| Sân vận động | Harlaw Park, Inverurie |
| Trọng tài    | Steven George          |

| Coldstream | 1–5 | Edinburgh City |  |

| Brydon 50'   |                       | Clee 35' 46' · Guthrie 44' · Gair 61' · Stenhouse 89' | \| Ngày \| 26 tháng 9 năm 2009 \| \| Giờ thi đấu \| 15:00 \| \| Sân vận động \| Home Park, Coldstream \| \| Trọng tài \| Frank Connor \| |
| Ngày         | 26 tháng 9 năm 2009   |                                                       | |
| Giờ thi đấu  | 15:00                 |                                                       | |
| Sân vận động | Home Park, Coldstream |                                                       | |
| Trọng tài    | Frank Connor          |                                                       | |

| Ngày         | 26 tháng 9 năm 2009   |
| Giờ thi đấu  | 15:00                 |
| Sân vận động | Home Park, Coldstream |
| Trọng tài    | Frank Connor          |

| Brora Rangers | 0–2 | Irvine Meadow XI |  |

|              |                     | Swift 41' · Dillon 48' | \| Ngày \| 26 tháng 9 năm 2009 \| \| Giờ thi đấu \| 15:00 \| \| Sân vận động \| Dudgeon Park, Brora \| \| Trọng tài \| Bryan Braidwood \| |
| Ngày         | 26 tháng 9 năm 2009 |                        | |
| Giờ thi đấu  | 15:00               |                        | |
| Sân vận động | Dudgeon Park, Brora |                        | |
| Trọng tài    | Bryan Braidwood     |                        | |

| Ngày         | 26 tháng 9 năm 2009 |
| Giờ thi đấu  | 15:00               |
| Sân vận động | Dudgeon Park, Brora |
| Trọng tài    | Bryan Braidwood     |

| Buckie Thistle | 0–0 | Forres Mechanics |  |

|              |                       |  | \| Ngày \| 26 tháng 9 năm 2009 \| \| Giờ thi đấu \| 15:00 \| \| Sân vận động \| Victoria Park, Buckie \| \| Trọng tài \| Mat Northcroft \| |
| Ngày         | 26 tháng 9 năm 2009   |  | |
| Giờ thi đấu  | 15:00                 |  | |
| Sân vận động | Victoria Park, Buckie |  | |
| Trọng tài    | Mat Northcroft        |  | |

| Ngày         | 26 tháng 9 năm 2009   |
| Giờ thi đấu  | 15:00                 |
| Sân vận động | Victoria Park, Buckie |
| Trọng tài    | Mat Northcroft        |

| Whitehill Welfare | 1–1 | Wigtown & Bladnoch |  |

| Kidd 86'     |                         | McGrindle 64' | \| Ngày \| 26 tháng 9 năm 2009 \| \| Giờ thi đấu \| 15:00 \| \| Sân vận động \| Ferguson Park, Rosewell \| \| Trọng tài \| Don Robertson \| |
| Ngày         | 26 tháng 9 năm 2009     |               | |
| Giờ thi đấu  | 15:00                   |               | |
| Sân vận động | Ferguson Park, Rosewell |               | |
| Trọng tài    | Don Robertson           |               | |

| Ngày         | 26 tháng 9 năm 2009     |
| Giờ thi đấu  | 15:00                   |
| Sân vận động | Ferguson Park, Rosewell |
| Trọng tài    | Don Robertson           |

| Fraserburgh | 1–1 | Bonnyrigg Rose Athletic |  |

| Main 76' (pen) |                            | Mearns 85' | \| Ngày \| 26 tháng 9 năm 2009 \| \| Giờ thi đấu \| 15:00 \| \| Sân vận động \| Bellslea Park, Fraserburgh \| \| Trọng tài \| Alan Frew \| |
| Ngày           | 26 tháng 9 năm 2009        |            | |
| Giờ thi đấu    | 15:00                      |            | |
| Sân vận động   | Bellslea Park, Fraserburgh |            | |
| Trọng tài      | Alan Frew                  |            | |

| Ngày         | 26 tháng 9 năm 2009        |
| Giờ thi đấu  | 15:00                      |
| Sân vận động | Bellslea Park, Fraserburgh |
| Trọng tài    | Alan Frew                  |

| Glasgow University | 1–4 | Girvan |  |

| Devenney 6'  |                                  | McVittie 31' · Moffat 40' · Brown 48' (l.n.) · Mitchell 81' | \| Ngày \| 26 tháng 9 năm 2009 \| \| Giờ thi đấu \| 15:00 \| \| Sân vận động \| Garscube Sports Complex, Glasgow \| \| Trọng tài \| Colin Steven \| |
| Ngày         | 26 tháng 9 năm 2009              |                                                             | |
| Giờ thi đấu  | 15:00                            |                                                             | |
| Sân vận động | Garscube Sports Complex, Glasgow |                                                             | |
| Trọng tài    | Colin Steven                     |                                                             | |

| Ngày         | 26 tháng 9 năm 2009              |
| Giờ thi đấu  | 15:00                            |
| Sân vận động | Garscube Sports Complex, Glasgow |
| Trọng tài    | Colin Steven                     |

| Lossiemouth | 4–1 | Newton Stewart |  |

| Urquhart 8' · McIntosh 29' · McMullen 54' · Scott 81' |                         | Taylor 61' | \| Ngày \| 26 tháng 9 năm 2009 \| \| Giờ thi đấu \| 15:00 \| \| Sân vận động \| Grant Park, Lossiemouth \| \| Trọng tài \| Michael McNab \| |
| Ngày                                                  | 26 tháng 9 năm 2009     |            | |
| Giờ thi đấu                                           | 15:00                   |            | |
| Sân vận động                                          | Grant Park, Lossiemouth |            | |
| Trọng tài                                             | Michael McNab           |            | |

| Ngày         | 26 tháng 9 năm 2009     |
| Giờ thi đấu  | 15:00                   |
| Sân vận động | Grant Park, Lossiemouth |
| Trọng tài    | Michael McNab           |

| Rothes | 1–5 | Banks O' Dee |  |

| MacRae 14'   |                         | Phillips 41' 69' · Scaife 45' · Strachan 71' 73' | \| Ngày \| 26 tháng 9 năm 2009 \| \| Giờ thi đấu \| 15:00 \| \| Sân vận động \| Mackessack Park, Rothes \| \| Trọng tài \| Morag Pirie \| |
| Ngày         | 26 tháng 9 năm 2009     |                                                  | |
| Giờ thi đấu  | 15:00                   |                                                  | |
| Sân vận động | Mackessack Park, Rothes |                                                  | |
| Trọng tài    | Morag Pirie             |                                                  | |

| Ngày         | 26 tháng 9 năm 2009     |
| Giờ thi đấu  | 15:00                   |
| Sân vận động | Mackessack Park, Rothes |
| Trọng tài    | Morag Pirie             |

| Civil Service Strollers | 1–0 | Gala Fairydean |  |

| Millar 13'   |                                                                |  | \| Ngày \| 26 tháng 9 năm 2009 \| \| Giờ thi đấu \| 15:00 \| \| Sân vận động \| The Edinburgh Area Civil Service Sports Association, Edinburgh \| \| Trọng tài \| Alan Mulvanny \| |
| Ngày         | 26 tháng 9 năm 2009                                            |  | |
| Giờ thi đấu  | 15:00                                                          |  | |
| Sân vận động | The Edinburgh Area Civil Service Sports Association, Edinburgh |  | |
| Trọng tài    | Alan Mulvanny                                                  |  | |

| Ngày         | 26 tháng 9 năm 2009                                            |
| Giờ thi đấu  | 15:00                                                          |
| Sân vận động | The Edinburgh Area Civil Service Sports Association, Edinburgh |
| Trọng tài    | Alan Mulvanny                                                  |

| Hawick Royal Albert | 0–7 | Huntly |  |

|              |                     | Kleczkowski 23' (ph.đ.) 67' 75' · Soane 44' · Gray 53' · Brownhill 82' · Fraser 88' | \| Ngày \| 26 tháng 9 năm 2009 \| \| Giờ thi đấu \| 15:00 \| \| Sân vận động \| Albert Park, Hawick \| \| Trọng tài \| Paul Robertson \| |
| Ngày         | 26 tháng 9 năm 2009 |                                                                                     | |
| Giờ thi đấu  | 15:00               |                                                                                     | |
| Sân vận động | Albert Park, Hawick |                                                                                     | |
| Trọng tài    | Paul Robertson      |                                                                                     | |

| Ngày         | 26 tháng 9 năm 2009 |
| Giờ thi đấu  | 15:00               |
| Sân vận động | Albert Park, Hawick |
| Trọng tài    | Paul Robertson      |

| Dalbeattie Star | 2–4 | Keith |  |

| Fergusson 70' · Dingwall 71' |                               | Walker 34' 76' · Niddrie 73' · Keith 86' | \| Ngày \| 26 tháng 9 năm 2009 \| \| Giờ thi đấu \| 15:00 \| \| Sân vận động \| Islecroft Stadium, Dalbeattie \| \| Trọng tài \| Greg Aitken \| |
| Ngày                         | 26 tháng 9 năm 2009           |                                          | |
| Giờ thi đấu                  | 15:00                         |                                          | |
| Sân vận động                 | Islecroft Stadium, Dalbeattie |                                          | |
| Trọng tài                    | Greg Aitken                   |                                          | |

| Ngày         | 26 tháng 9 năm 2009           |
| Giờ thi đấu  | 15:00                         |
| Sân vận động | Islecroft Stadium, Dalbeattie |
| Trọng tài    | Greg Aitken                   |

Nguồn: BBC Sport
a.e.t. = sau hiệp phụ; agg. = tổng tỉ số; pen. = quyết định bằng luân lưu.

### Đấu lại
| Forres Mechanics | 0–0 (a.e.t.) 1–4 (pen.) | Buckie Thistle |  |

|              |                     |  | \| Ngày \| 3 tháng 10 năm 2009 \| \| Giờ thi đấu \| 3.00pm \| \| Sân vận động \| Mosset Park, Forres \| \| Trọng tài \| Alan Frew \| |
| Ngày         | 3 tháng 10 năm 2009 |  | |
| Giờ thi đấu  | 3.00pm              |  | |
| Sân vận động | Mosset Park, Forres |  | |
| Trọng tài    | Alan Frew           |  | |

| Ngày         | 3 tháng 10 năm 2009 |
| Giờ thi đấu  | 3.00pm              |
| Sân vận động | Mosset Park, Forres |
| Trọng tài    | Alan Frew           |

| Wigtown & Bladnoch | 0–3 | Whitehill Welfare |  |

|              |                            | Devlin 28' 66' · McGlashan 69' | \| Ngày \| 3 tháng 10 năm 2009 \| \| Giờ thi đấu \| 3.00pm \| \| Sân vận động \| Trammondford Park, Wigtown \| \| Trọng tài \| Ross Haswell \| |
| Ngày         | 3 tháng 10 năm 2009        |                                | |
| Giờ thi đấu  | 3.00pm                     |                                | |
| Sân vận động | Trammondford Park, Wigtown |                                | |
| Trọng tài    | Ross Haswell               |                                | |

| Ngày         | 3 tháng 10 năm 2009        |
| Giờ thi đấu  | 3.00pm                     |
| Sân vận động | Trammondford Park, Wigtown |
| Trọng tài    | Ross Haswell               |

| Bonnyrigg Rose Athletic | 1–2 | Fraserburgh |  |

| Howatt 72'   |                            | Main 1' · Atai 59' (o.g.) | \| Ngày \| 3 tháng 10 năm 2009 \| \| Giờ thi đấu \| 3.00pm \| \| Sân vận động \| New Dundas Park, Bonnyrigg \| \| Trọng tài \| Neil McLennan \| |
| Ngày         | 3 tháng 10 năm 2009        |                           | |
| Giờ thi đấu  | 3.00pm                     |                           | |
| Sân vận động | New Dundas Park, Bonnyrigg |                           | |
| Trọng tài    | Neil McLennan              |                           | |

| Ngày         | 3 tháng 10 năm 2009        |
| Giờ thi đấu  | 3.00pm                     |
| Sân vận động | New Dundas Park, Bonnyrigg |
| Trọng tài    | Neil McLennan              |

| Wick Academy | 2–1 | Clachnacuddin |  |

| Weir 3' 90'  |                       | Morrison 45' | \| Ngày \| 3 tháng 10 năm 2009 \| \| Giờ thi đấu \| 3.00pm \| \| Sân vận động \| Harmsworth Park, Wick \| \| Trọng tài \| Alastair Mather \| |
| Ngày         | 3 tháng 10 năm 2009   |              | |
| Giờ thi đấu  | 3.00pm                |              | |
| Sân vận động | Harmsworth Park, Wick |              | |
| Trọng tài    | Alastair Mather       |              | |

| Ngày         | 3 tháng 10 năm 2009   |
| Giờ thi đấu  | 3.00pm                |
| Sân vận động | Harmsworth Park, Wick |
| Trọng tài    | Alastair Mather       |

Nguồn: BBC Sport
a.e.t. = sau hiệp phụ; agg. = tổng tỉ số; pen. = quyết định bằng luân lưu.

## Vòng Hai
Có 17 đội thắng ở vòng Một và 1 đội miễn đấu tham gia vòng này, cùng với 10 đội từ SFL Third Division, và Cove Rangers (vô địch Highland League), Deveronvale (á quân Highland League), Spartans (vô địch East of Scotland League), và Threave Rovers (vô địch South of Scotland League). Lễ bốc thăm diễn ra vào ngày thứ Tư 30 tháng Chín tại Scotstoun Leisure Centre.
| Queen's Park | 1–3 | Livingston |  |

| Quinn 78'    |                       | De Vita 32' 83' · Fox 62' (ph.đ.) | \| Chi tiết \| Chi tiết \| \| Ngày \| 24 tháng 10 năm 2009 \| \| Giờ thi đấu \| 3.00pm \| \| Sân vận động \| Hampden Park, Glasgow \| \| Số khán giả \| 678 \| \| Trọng tài \| Steven McLean \| |
| Chi tiết     | Chi tiết              |                                   | |
| Ngày         | 24 tháng 10 năm 2009  |                                   | |
| Giờ thi đấu  | 3.00pm                |                                   | |
| Sân vận động | Hampden Park, Glasgow |                                   | |
| Số khán giả  | 678                   |                                   | |
| Trọng tài    | Steven McLean         |                                   | |

| Chi tiết     | Chi tiết              |
| Ngày         | 24 tháng 10 năm 2009  |
| Giờ thi đấu  | 3.00pm                |
| Sân vận động | Hampden Park, Glasgow |
| Số khán giả  | 678                   |
| Trọng tài    | Steven McLean         |

| Nairn County | 2–4 | Elgin City |  |

| Barron 64' · Campbell 70' |                      | Frizzel 4' 32' 51' (ph.đ.) · Crooks 71' (ph.đ.) | \| Chi tiết \| Chi tiết \| \| Ngày \| 24 tháng 10 năm 2009 \| \| Giờ thi đấu \| 3.00pm \| \| Sân vận động \| Station Park, Nairn \| \| Số khán giả \| 600 \| \| Trọng tài \| Bobby Madden \| |
| Chi tiết                  | Chi tiết             |                                                 | |
| Ngày                      | 24 tháng 10 năm 2009 |                                                 | |
| Giờ thi đấu               | 3.00pm               |                                                 | |
| Sân vận động              | Station Park, Nairn  |                                                 | |
| Số khán giả               | 600                  |                                                 | |
| Trọng tài                 | Bobby Madden         |                                                 | |

| Chi tiết     | Chi tiết             |
| Ngày         | 24 tháng 10 năm 2009 |
| Giờ thi đấu  | 3.00pm               |
| Sân vận động | Station Park, Nairn  |
| Số khán giả  | 600                  |
| Trọng tài    | Bobby Madden         |

| Fraserburgh | 1–4 | Spartans |  |

| Main 49' · Main 90' |                            | Sidwright 11' · Main 19' (o.g.) · King 57' · Henretty 72' | \| Ngày \| 24 tháng 10 năm 2009 \| \| Giờ thi đấu \| 3.00pm \| \| Sân vận động \| Bellslea Park, Fraserburgh \| \| Số khán giả \| 389 \| \| Trọng tài \| Greg Aitken \| |
| Ngày                | 24 tháng 10 năm 2009       |                                                           | |
| Giờ thi đấu         | 3.00pm                     |                                                           | |
| Sân vận động        | Bellslea Park, Fraserburgh |                                                           | |
| Số khán giả         | 389                        |                                                           | |
| Trọng tài           | Greg Aitken                |                                                           | |

| Ngày         | 24 tháng 10 năm 2009       |
| Giờ thi đấu  | 3.00pm                     |
| Sân vận động | Bellslea Park, Fraserburgh |
| Số khán giả  | 389                        |
| Trọng tài    | Greg Aitken                |

| Deveronvale | 2–2 | Buckie Thistle |  |

| Smith 35' 82' · Brown 76' · McGowan 90' |                            | Stewart 6' · MacMillan 16' | \| Ngày \| 24 tháng 10 năm 2009 \| \| Giờ thi đấu \| 3.00pm \| \| Sân vận động \| Princess Royal Park, Banff \| \| Số khán giả \| 1,025 \| \| Trọng tài \| Stephen Allan \| |
| Ngày                                    | 24 tháng 10 năm 2009       |                            | |
| Giờ thi đấu                             | 3.00pm                     |                            | |
| Sân vận động                            | Princess Royal Park, Banff |                            | |
| Số khán giả                             | 1,025                      |                            | |
| Trọng tài                               | Stephen Allan              |                            | |

| Ngày         | 24 tháng 10 năm 2009       |
| Giờ thi đấu  | 3.00pm                     |
| Sân vận động | Princess Royal Park, Banff |
| Số khán giả  | 1,025                      |
| Trọng tài    | Stephen Allan              |

| Whitehill Welfare | 1–1 | Threave Rovers |  |

| Haynes 74'   |                         | Kerr 46' | \| Ngày \| 24 tháng 10 năm 2009 \| \| Giờ thi đấu \| 3.00pm \| \| Sân vận động \| Ferguson Park, Rosewell \| \| Số khán giả \| 215 \| \| Trọng tài \| Euan Anderson \| |
| Ngày         | 24 tháng 10 năm 2009    |          | |
| Giờ thi đấu  | 3.00pm                  |          | |
| Sân vận động | Ferguson Park, Rosewell |          | |
| Số khán giả  | 215                     |          | |
| Trọng tài    | Euan Anderson           |          | |

| Ngày         | 24 tháng 10 năm 2009    |
| Giờ thi đấu  | 3.00pm                  |
| Sân vận động | Ferguson Park, Rosewell |
| Số khán giả  | 215                     |
| Trọng tài    | Euan Anderson           |

| Inverurie Loco Works | 2–1 | Stranraer |  |

| Singer 17' · Gauld 65' |                        | Moore 10' · Henderson 76' | \| Chi tiết \| Chi tiết \| \| Ngày \| 24 tháng 10 năm 2009 \| \| Giờ thi đấu \| 3.00pm \| \| Sân vận động \| Harlaw Park, Inverurie \| \| Số khán giả \| 410 \| \| Trọng tài \| Brian Colvin \| |
| Chi tiết               | Chi tiết               |                           | |
| Ngày                   | 24 tháng 10 năm 2009   |                           | |
| Giờ thi đấu            | 3.00pm                 |                           | |
| Sân vận động           | Harlaw Park, Inverurie |                           | |
| Số khán giả            | 410                    |                           | |
| Trọng tài              | Brian Colvin           |                           | |

| Chi tiết     | Chi tiết               |
| Ngày         | 24 tháng 10 năm 2009   |
| Giờ thi đấu  | 3.00pm                 |
| Sân vận động | Harlaw Park, Inverurie |
| Số khán giả  | 410                    |
| Trọng tài    | Brian Colvin           |

| Vale of Leithen | 1–3 | Keith |  |

| Somerville 26' |                             | MacKay 5' 63' · Harris 81' | \| Ngày \| 24 tháng 10 năm 2009 \| \| Giờ thi đấu \| 3.00pm \| \| Sân vận động \| Victoria Park, Innerleithen \| \| Số khán giả \| 73 \| \| Trọng tài \| Don Robertson \| |
| Ngày           | 24 tháng 10 năm 2009        |                            | |
| Giờ thi đấu    | 3.00pm                      |                            | |
| Sân vận động   | Victoria Park, Innerleithen |                            | |
| Số khán giả    | 73                          |                            | |
| Trọng tài      | Don Robertson               |                            | |

| Ngày         | 24 tháng 10 năm 2009        |
| Giờ thi đấu  | 3.00pm                      |
| Sân vận động | Victoria Park, Innerleithen |
| Số khán giả  | 73                          |
| Trọng tài    | Don Robertson               |

| Forfar Athletic | 4–2 | East Stirlingshire |  |

| Campbell 25' 73' · Tod 34' · Harty 90' (ph.đ.) |                      | Rodgers 46' · Dunn 63' · Bolochoweckyj 12' | \| Chi tiết \| Chi tiết \| \| Ngày \| 24 tháng 10 năm 2009 \| \| Giờ thi đấu \| 3.00pm \| \| Sân vận động \| Station Park, Forfar \| \| Số khán giả \| 396 \| \| Trọng tài \| Frank McDermott \| |
| Chi tiết                                       | Chi tiết             |                                            | |
| Ngày                                           | 24 tháng 10 năm 2009 |                                            | |
| Giờ thi đấu                                    | 3.00pm               |                                            | |
| Sân vận động                                   | Station Park, Forfar |                                            | |
| Số khán giả                                    | 396                  |                                            | |
| Trọng tài                                      | Frank McDermott      |                                            | |

| Chi tiết     | Chi tiết             |
| Ngày         | 24 tháng 10 năm 2009 |
| Giờ thi đấu  | 3.00pm               |
| Sân vận động | Station Park, Forfar |
| Số khán giả  | 396                  |
| Trọng tài    | Frank McDermott      |

| Cove Rangers | 2–1 | Annan Athletic |  |

| Stephen 64' · Henderson 82' · Tindal 29' |                      | Watson 28' | \| Chi tiết \| Chi tiết \| \| Ngày \| 24 tháng 10 năm 2009 \| \| Giờ thi đấu \| 3.00pm \| \| Sân vận động \| Allan Park, Aberdeen \| \| Số khán giả \| 278 \| \| Trọng tài \| Kevin Clancy \| |
| Chi tiết                                 | Chi tiết             |            | |
| Ngày                                     | 24 tháng 10 năm 2009 |            | |
| Giờ thi đấu                              | 3.00pm               |            | |
| Sân vận động                             | Allan Park, Aberdeen |            | |
| Số khán giả                              | 278                  |            | |
| Trọng tài                                | Kevin Clancy         |            | |

| Chi tiết     | Chi tiết             |
| Ngày         | 24 tháng 10 năm 2009 |
| Giờ thi đấu  | 3.00pm               |
| Sân vận động | Allan Park, Aberdeen |
| Số khán giả  | 278                  |
| Trọng tài    | Kevin Clancy         |

| Selkirk | 0–3 | Irvine Meadow XI |  |

|              |                      | Wingate 14' · Barr 66' 83' | \| Ngày \| 24 tháng 10 năm 2009 \| \| Giờ thi đấu \| 3.00pm \| \| Sân vận động \| Yarrow Park, Selkirk \| \| Số khán giả \| 238 \| \| Trọng tài \| Iain Craig \| |
| Ngày         | 24 tháng 10 năm 2009 |                            | |
| Giờ thi đấu  | 3.00pm               |                            | |
| Sân vận động | Yarrow Park, Selkirk |                            | |
| Số khán giả  | 238                  |                            | |
| Trọng tài    | Iain Craig           |                            | |

| Ngày         | 24 tháng 10 năm 2009 |
| Giờ thi đấu  | 3.00pm               |
| Sân vận động | Yarrow Park, Selkirk |
| Số khán giả  | 238                  |
| Trọng tài    | Iain Craig           |

| Girvan | 1–4 | Wick Academy |  |

| Murphy 14' · Murphy 60' |                       | Mackay 53' · MacAdie 61' (ph.đ.) · Allan 65' · Shearer 68' | \| Ngày \| 24 tháng 10 năm 2009 \| \| Giờ thi đấu \| 3.00pm \| \| Sân vận động \| Hamilton Park, Girvan \| \| Số khán giả \| 180 \| \| Trọng tài \| Paul Reid \| |
| Ngày                    | 24 tháng 10 năm 2009  |                                                            | |
| Giờ thi đấu             | 3.00pm                |                                                            | |
| Sân vận động            | Hamilton Park, Girvan |                                                            | |
| Số khán giả             | 180                   |                                                            | |
| Trọng tài               | Paul Reid             |                                                            | |

| Ngày         | 24 tháng 10 năm 2009  |
| Giờ thi đấu  | 3.00pm                |
| Sân vận động | Hamilton Park, Girvan |
| Số khán giả  | 180                   |
| Trọng tài    | Paul Reid             |

| Lossiemouth | 0–2 | Albion Rovers |  |

|              |                         | Barr 5' · Walker 88' | \| Chi tiết \| Chi tiết \| \| Ngày \| 24 tháng 10 năm 2009 \| \| Giờ thi đấu \| 3.00pm \| \| Sân vận động \| Grant Park, Lossiemouth \| \| Số khán giả \| 235 \| \| Trọng tài \| Neil Watters \| |
| Chi tiết     | Chi tiết                |                      | |
| Ngày         | 24 tháng 10 năm 2009    |                      | |
| Giờ thi đấu  | 3.00pm                  |                      | |
| Sân vận động | Grant Park, Lossiemouth |                      | |
| Số khán giả  | 235                     |                      | |
| Trọng tài    | Neil Watters            |                      | |

| Chi tiết     | Chi tiết                |
| Ngày         | 24 tháng 10 năm 2009    |
| Giờ thi đấu  | 3.00pm                  |
| Sân vận động | Grant Park, Lossiemouth |
| Số khán giả  | 235                     |
| Trọng tài    | Neil Watters            |

| Edinburgh City | 5–1 | Burntisland Shipyard |  |

| Denholn 10' · McFarland 23' · Clee 36' 80' · Ross 87' |                               | O'Hanlon 38' (ph.đ.) | \| Ngày \| 24 tháng 10 năm 2009 \| \| Giờ thi đấu \| 3.00pm \| \| Sân vận động \| Meadowbank Stadium, Edinburgh \| \| Số khán giả \| 123 \| \| Trọng tài \| Kevin Graham \| |
| Ngày                                                  | 24 tháng 10 năm 2009          |                      | |
| Giờ thi đấu                                           | 3.00pm                        |                      | |
| Sân vận động                                          | Meadowbank Stadium, Edinburgh |                      | |
| Số khán giả                                           | 123                           |                      | |
| Trọng tài                                             | Kevin Graham                  |                      | |

| Ngày         | 24 tháng 10 năm 2009          |
| Giờ thi đấu  | 3.00pm                        |
| Sân vận động | Meadowbank Stadium, Edinburgh |
| Số khán giả  | 123                           |
| Trọng tài    | Kevin Graham                  |

| Banks O' Dee | 0–3 | Montrose |  |

|              |                      | Watson 57' · Sinclair 78' · Campbell 89' | \| Chi tiết \| Chi tiết \| \| Ngày \| 24 tháng 10 năm 2009 \| \| Giờ thi đấu \| 3.00pm \| \| Sân vận động \| Spain Park, Aberdeen \| \| Số khán giả \| 400 \| \| Trọng tài \| Des Roache \| |
| Chi tiết     | Chi tiết             |                                          | |
| Ngày         | 24 tháng 10 năm 2009 |                                          | |
| Giờ thi đấu  | 3.00pm               |                                          | |
| Sân vận động | Spain Park, Aberdeen |                                          | |
| Số khán giả  | 400                  |                                          | |
| Trọng tài    | Des Roache           |                                          | |

| Chi tiết     | Chi tiết             |
| Ngày         | 24 tháng 10 năm 2009 |
| Giờ thi đấu  | 3.00pm               |
| Sân vận động | Spain Park, Aberdeen |
| Số khán giả  | 400                  |
| Trọng tài    | Des Roache           |

| Huntly | 1–1 | Auchinleck Talbot |  |

| Lombardi 90' · Kleczkowski 79' |                       | Slavin 38' | \| Ngày \| 24 tháng 10 năm 2009 \| \| Giờ thi đấu \| 3.00pm \| \| Sân vận động \| Christie Park, Huntly \| \| Số khán giả \| 488 \| \| Trọng tài \| Alastair Mather \| |
| Ngày                           | 24 tháng 10 năm 2009  |            | |
| Giờ thi đấu                    | 3.00pm                |            | |
| Sân vận động                   | Christie Park, Huntly |            | |
| Số khán giả                    | 488                   |            | |
| Trọng tài                      | Alastair Mather       |            | |

| Ngày         | 24 tháng 10 năm 2009  |
| Giờ thi đấu  | 3.00pm                |
| Sân vận động | Christie Park, Huntly |
| Số khán giả  | 488                   |
| Trọng tài    | Alastair Mather       |

| Civil Service Strollers | 1–2 | Berwick Rangers |  |

| Burgess 32'  |                                                            | Little 59' · Brazil 69' | \| Chi tiết \| Chi tiết \| \| Ngày \| 24 tháng 10 năm 2009 \| \| Giờ thi đấu \| 3.00pm \| \| Sân vận động \| Edinburgh Area Civil Service Sports Association, Edinburgh \| \| Số khán giả \| 387 \| \| Trọng tài \| Thomas Robertson \| |
| Chi tiết     | Chi tiết                                                   |                         | |
| Ngày         | 24 tháng 10 năm 2009                                       |                         | |
| Giờ thi đấu  | 3.00pm                                                     |                         | |
| Sân vận động | Edinburgh Area Civil Service Sports Association, Edinburgh |                         | |
| Số khán giả  | 387                                                        |                         | |
| Trọng tài    | Thomas Robertson                                           |                         | |

| Chi tiết     | Chi tiết                                                   |
| Ngày         | 24 tháng 10 năm 2009                                       |
| Giờ thi đấu  | 3.00pm                                                     |
| Sân vận động | Edinburgh Area Civil Service Sports Association, Edinburgh |
| Số khán giả  | 387                                                        |
| Trọng tài    | Thomas Robertson                                           |

Nguồn: BBC Sport
a.e.t. = sau hiệp phụ; agg. = tổng tỉ số; pen. = quyết định bằng luân lưu.

### Đấu lại
| Auchinleck Talbot | 4–3 | Huntly |  |

| Slavin 4' · Boyle 29' · White 39' · McKelvie 86' |                            | Ewen 57' · Fraser 83' · Soane 90' | \| Ngày \| 31 tháng 10 năm 2009 \| \| Giờ thi đấu \| 1.30pm \| \| Sân vận động \| Beechwood Park, Auchinleck \| \| Trọng tài \| Alastair Mather \| |
| Ngày                                             | 31 tháng 10 năm 2009       |                                   | |
| Giờ thi đấu                                      | 1.30pm                     |                                   | |
| Sân vận động                                     | Beechwood Park, Auchinleck |                                   | |
| Trọng tài                                        | Alastair Mather            |                                   | |

| Ngày         | 31 tháng 10 năm 2009       |
| Giờ thi đấu  | 1.30pm                     |
| Sân vận động | Beechwood Park, Auchinleck |
| Trọng tài    | Alastair Mather            |

| Buckie Thistle | 1–3 (a.e.t.) | Deveronvale |  |

|              |                       |  | \| Ngày \| 31 tháng 10 năm 2009 \| \| Giờ thi đấu \| 3.00pm \| \| Sân vận động \| Victoria Park, Buckie \| \| Số khán giả \| 1,100 \| \| Trọng tài \| Stephen Allan \| |
| Ngày         | 31 tháng 10 năm 2009  |  | |
| Giờ thi đấu  | 3.00pm                |  | |
| Sân vận động | Victoria Park, Buckie |  | |
| Số khán giả  | 1,100                 |  | |
| Trọng tài    | Stephen Allan         |  | |

| Ngày         | 31 tháng 10 năm 2009  |
| Giờ thi đấu  | 3.00pm                |
| Sân vận động | Victoria Park, Buckie |
| Số khán giả  | 1,100                 |
| Trọng tài    | Stephen Allan         |

| Threave Rovers | 1–0 | Whitehill Welfare |  |

|              |                             |  | \| Ngày \| 31 tháng 10 năm 2009 \| \| Giờ thi đấu \| 3.00pm \| \| Sân vận động \| Meadow Park, Castle Douglas \| \| Số khán giả \| 269 \| \| Trọng tài \| Euan Anderson \| |
| Ngày         | 31 tháng 10 năm 2009        |  | |
| Giờ thi đấu  | 3.00pm                      |  | |
| Sân vận động | Meadow Park, Castle Douglas |  | |
| Số khán giả  | 269                         |  | |
| Trọng tài    | Euan Anderson               |  | |

| Ngày         | 31 tháng 10 năm 2009        |
| Giờ thi đấu  | 3.00pm                      |
| Sân vận động | Meadow Park, Castle Douglas |
| Số khán giả  | 269                         |
| Trọng tài    | Euan Anderson               |

Nguồn: BBC Sport
a.e.t. = sau hiệp phụ; agg. = tổng tỉ số; pen. = quyết định bằng luân lưu.

## Vòng Ba
Có 16 đội thắng ở vòng Hai tham gia vòng này, cùng với 10 đội từ SFL Second Division, và 6 đội từ SFL First Division (là đội xuống hạng từ Scottish Premier League và các đội xếp thứ 2, 3 và 4 vào vòng Bốn). Lễ bốc thăm diễn ra vào ngày thứ Tư 28 tháng Mười.
| Airdrie United | 4–0 | Queen of the South |  |

| Trouten 11', 39' · Baird 23' · O'Carroll 65' |                            |  | \| Chi tiết \| Chi tiết \| \| Ngày \| 28 tháng 11 năm 2009 \| \| Giờ thi đấu \| 3.00pm \| \| Sân vận động \| Excelsior Stadium, Airdrie \| \| Số khán giả \| 1,141 \| \| Trọng tài \| Euan Norris \| |
| Chi tiết                                     | Chi tiết                   |  | |
| Ngày                                         | 28 tháng 11 năm 2009       |  | |
| Giờ thi đấu                                  | 3.00pm                     |  | |
| Sân vận động                                 | Excelsior Stadium, Airdrie |  | |
| Số khán giả                                  | 1,141                      |  | |
| Trọng tài                                    | Euan Norris                |  | |

| Chi tiết     | Chi tiết                   |
| Ngày         | 28 tháng 11 năm 2009       |
| Giờ thi đấu  | 3.00pm                     |
| Sân vận động | Excelsior Stadium, Airdrie |
| Số khán giả  | 1,141                      |
| Trọng tài    | Euan Norris                |

| Ross County | 5–1 | Berwick Rangers |  |

| di Giacomo 38', 40' · Lawson 42' · Craig 82' · Wood 87' |                         | Brazil 77' | \| Chi tiết \| Chi tiết \| \| Ngày \| 28 tháng 11 năm 2009 \| \| Giờ thi đấu \| 3.00pm \| \| Sân vận động \| Victoria Park, Dingwall \| \| Số khán giả \| 819 \| \| Trọng tài \| Bobby Madden \| |
| Chi tiết                                                | Chi tiết                |            | |
| Ngày                                                    | 28 tháng 11 năm 2009    |            | |
| Giờ thi đấu                                             | 3.00pm                  |            | |
| Sân vận động                                            | Victoria Park, Dingwall |            | |
| Số khán giả                                             | 819                     |            | |
| Trọng tài                                               | Bobby Madden            |            | |

| Chi tiết     | Chi tiết                |
| Ngày         | 28 tháng 11 năm 2009    |
| Giờ thi đấu  | 3.00pm                  |
| Sân vận động | Victoria Park, Dingwall |
| Số khán giả  | 819                     |
| Trọng tài    | Bobby Madden            |

| Threave Rovers | 1–2 | Inverurie Loco Works |  |

| Struthers 89' |                             | Park 6' · Morrison 71' | \| Chi tiết \| Chi tiết \| \| Ngày \| 28 tháng 11 năm 2009 \| \| Giờ thi đấu \| 3.00pm \| \| Sân vận động \| Meadow Park, Castle Douglas \| \| Số khán giả \| 520 \| \| Trọng tài \| John Beaton \| |
| Chi tiết      | Chi tiết                    |                        | |
| Ngày          | 28 tháng 11 năm 2009        |                        | |
| Giờ thi đấu   | 3.00pm                      |                        | |
| Sân vận động  | Meadow Park, Castle Douglas |                        | |
| Số khán giả   | 520                         |                        | |
| Trọng tài     | John Beaton                 |                        | |

| Chi tiết     | Chi tiết                    |
| Ngày         | 28 tháng 11 năm 2009        |
| Giờ thi đấu  | 3.00pm                      |
| Sân vận động | Meadow Park, Castle Douglas |
| Số khán giả  | 520                         |
| Trọng tài    | John Beaton                 |

| Deveronvale | 0–1 | Ayr United |  |

|              |                            | Stevenson 71' | \| Chi tiết \| Chi tiết \| \| Ngày \| 28 tháng 11 năm 2009 \| \| Giờ thi đấu \| 3.00pm \| \| Sân vận động \| Princess Royal Park, Banff \| \| Số khán giả \| 192 \| \| Trọng tài \| Neil Watters \| |
| Chi tiết     | Chi tiết                   |               | |
| Ngày         | 28 tháng 11 năm 2009       |               | |
| Giờ thi đấu  | 3.00pm                     |               | |
| Sân vận động | Princess Royal Park, Banff |               | |
| Số khán giả  | 192                        |               | |
| Trọng tài    | Neil Watters               |               | |

| Chi tiết     | Chi tiết                   |
| Ngày         | 28 tháng 11 năm 2009       |
| Giờ thi đấu  | 3.00pm                     |
| Sân vận động | Princess Royal Park, Banff |
| Số khán giả  | 192                        |
| Trọng tài    | Neil Watters               |

| Cowdenbeath | 0–0 | Alloa Athletic |  |

|              |                           |  | \| Chi tiết \| Chi tiết \| \| Ngày \| 28 tháng 11 năm 2009 \| \| Giờ thi đấu \| 3.00pm \| \| Sân vận động \| Central Park, Cowdenbeath \| \| Số khán giả \| 377 \| \| Trọng tài \| Brian Colvin \| |
| Chi tiết     | Chi tiết                  |  | |
| Ngày         | 28 tháng 11 năm 2009      |  | |
| Giờ thi đấu  | 3.00pm                    |  | |
| Sân vận động | Central Park, Cowdenbeath |  | |
| Số khán giả  | 377                       |  | |
| Trọng tài    | Brian Colvin              |  | |

| Chi tiết     | Chi tiết                  |
| Ngày         | 28 tháng 11 năm 2009      |
| Giờ thi đấu  | 3.00pm                    |
| Sân vận động | Central Park, Cowdenbeath |
| Số khán giả  | 377                       |
| Trọng tài    | Brian Colvin              |

| Albion Rovers | 1–0 | Elgin City |  |

| Pollock 62'  |                         |  | \| Chi tiết \| Chi tiết \| \| Ngày \| 28 tháng 11 năm 2009 \| \| Giờ thi đấu \| 3.00pm \| \| Sân vận động \| Cliftonhill, Coatbridge \| \| Số khán giả \| 275 \| \| Trọng tài \| Gary Hilland \| |
| Chi tiết     | Chi tiết                |  | |
| Ngày         | 28 tháng 11 năm 2009    |  | |
| Giờ thi đấu  | 3.00pm                  |  | |
| Sân vận động | Cliftonhill, Coatbridge |  | |
| Số khán giả  | 275                     |  | |
| Trọng tài    | Gary Hilland            |  | |

| Chi tiết     | Chi tiết                |
| Ngày         | 28 tháng 11 năm 2009    |
| Giờ thi đấu  | 3.00pm                  |
| Sân vận động | Cliftonhill, Coatbridge |
| Số khán giả  | 275                     |
| Trọng tài    | Gary Hilland            |

| Stirling Albion | 2–1 | Auchinleck Talbot |  |

| Corr 10' · Forsyth 64' |                             | McIlroy 35' (ph.đ.) | \| Chi tiết \| Chi tiết \| \| Ngày \| 28 tháng 11 năm 2009 \| \| Giờ thi đấu \| 3.00pm \| \| Sân vận động \| Forthbank Stadium, Stirling \| \| Số khán giả \| 1,185 \| \| Trọng tài \| Craig MacKay \| |
| Chi tiết               | Chi tiết                    |                     | |
| Ngày                   | 28 tháng 11 năm 2009        |                     | |
| Giờ thi đấu            | 3.00pm                      |                     | |
| Sân vận động           | Forthbank Stadium, Stirling |                     | |
| Số khán giả            | 1,185                       |                     | |
| Trọng tài              | Craig MacKay                |                     | |

| Chi tiết     | Chi tiết                    |
| Ngày         | 28 tháng 11 năm 2009        |
| Giờ thi đấu  | 3.00pm                      |
| Sân vận động | Forthbank Stadium, Stirling |
| Số khán giả  | 1,185                       |
| Trọng tài    | Craig MacKay                |

| Irvine Meadow XI | 1–0 | Arbroath |  |

| Barr 36'     |                      |  | \| Chi tiết \| Chi tiết \| \| Ngày \| 28 tháng 11 năm 2009 \| \| Giờ thi đấu \| 1.30pm \| \| Sân vận động \| Meadow Park, Irvine \| \| Số khán giả \| 1,150 \| \| Trọng tài \| Kevin Clancy \| |
| Chi tiết     | Chi tiết             |  | |
| Ngày         | 28 tháng 11 năm 2009 |  | |
| Giờ thi đấu  | 1.30pm               |  | |
| Sân vận động | Meadow Park, Irvine  |  | |
| Số khán giả  | 1,150                |  | |
| Trọng tài    | Kevin Clancy         |  | |

| Chi tiết     | Chi tiết             |
| Ngày         | 28 tháng 11 năm 2009 |
| Giờ thi đấu  | 1.30pm               |
| Sân vận động | Meadow Park, Irvine  |
| Số khán giả  | 1,150                |
| Trọng tài    | Kevin Clancy         |

| Edinburgh City | 3–1 | Keith |  |

| Nicol 19' (l.n.) · Gair 24', 70' |                               | Harris 90' | \| Chi tiết \| Chi tiết \| \| Ngày \| 28 tháng 11 năm 2009 \| \| Giờ thi đấu \| 3.00pm \| \| Sân vận động \| Meadowbank Stadium, Edinburgh \| \| Số khán giả \| 177 \| \| Trọng tài \| Craig Charleston \| |
| Chi tiết                         | Chi tiết                      |            | |
| Ngày                             | 28 tháng 11 năm 2009          |            | |
| Giờ thi đấu                      | 3.00pm                        |            | |
| Sân vận động                     | Meadowbank Stadium, Edinburgh |            | |
| Số khán giả                      | 177                           |            | |
| Trọng tài                        | Craig Charleston              |            | |

| Chi tiết     | Chi tiết                      |
| Ngày         | 28 tháng 11 năm 2009          |
| Giờ thi đấu  | 3.00pm                        |
| Sân vận động | Meadowbank Stadium, Edinburgh |
| Số khán giả  | 177                           |
| Trọng tài    | Craig Charleston              |

| Wick Academy | 4–4 | Brechin City |  |

| Allan 8', 45' · MacKay 32', 60' (ph.đ.) |                       | King 12', 85' · Byers 17' · McAllister 75' | \| Chi tiết \| Chi tiết \| \| Ngày \| 28 tháng 11 năm 2009 \| \| Giờ thi đấu \| 3.00pm \| \| Sân vận động \| Harmsworth Park, Wick \| \| Số khán giả \| 177 \| \| Trọng tài \| Colin Brown \| |
| Chi tiết                                | Chi tiết              |                                            | |
| Ngày                                    | 28 tháng 11 năm 2009  |                                            | |
| Giờ thi đấu                             | 3.00pm                |                                            | |
| Sân vận động                            | Harmsworth Park, Wick |                                            | |
| Số khán giả                             | 177                   |                                            | |
| Trọng tài                               | Colin Brown           |                                            | |

| Chi tiết     | Chi tiết              |
| Ngày         | 28 tháng 11 năm 2009  |
| Giờ thi đấu  | 3.00pm                |
| Sân vận động | Harmsworth Park, Wick |
| Số khán giả  | 177                   |
| Trọng tài    | Colin Brown           |

| Greenock Morton | 0–0 | Dumbarton |  |

|              |                      |  | \| Chi tiết \| Chi tiết \| \| Ngày \| 28 tháng 11 năm 2009 \| \| Giờ thi đấu \| 3.00pm \| \| Sân vận động \| Cappielow, Greenock \| \| Số khán giả \| 1,882 \| \| Trọng tài \| Steven McLean \| |
| Chi tiết     | Chi tiết             |  | |
| Ngày         | 28 tháng 11 năm 2009 |  | |
| Giờ thi đấu  | 3.00pm               |  | |
| Sân vận động | Cappielow, Greenock  |  | |
| Số khán giả  | 1,882                |  | |
| Trọng tài    | Steven McLean        |  | |

| Chi tiết     | Chi tiết             |
| Ngày         | 28 tháng 11 năm 2009 |
| Giờ thi đấu  | 3.00pm               |
| Sân vận động | Cappielow, Greenock  |
| Số khán giả  | 1,882                |
| Trọng tài    | Steven McLean        |

| Montrose | 2–1 | East Fife |  |

| Watson 57' · Gemmell 88' |                      | McManus 61' | \| Chi tiết \| Chi tiết \| \| Ngày \| 28 tháng 11 năm 2009 \| \| Giờ thi đấu \| 3.00pm \| \| Sân vận động \| Links Park, Montrose \| \| Số khán giả \| 509 \| \| Trọng tài \| Frank McDermott \| |
| Chi tiết                 | Chi tiết             |             | |
| Ngày                     | 28 tháng 11 năm 2009 |             | |
| Giờ thi đấu              | 3.00pm               |             | |
| Sân vận động             | Links Park, Montrose |             | |
| Số khán giả              | 509                  |             | |
| Trọng tài                | Frank McDermott      |             | |

| Chi tiết     | Chi tiết             |
| Ngày         | 28 tháng 11 năm 2009 |
| Giờ thi đấu  | 3.00pm               |
| Sân vận động | Links Park, Montrose |
| Số khán giả  | 509                  |
| Trọng tài    | Frank McDermott      |

| Raith Rovers | 0–0 | Peterhead |  |

|              |                         |  | \| Chi tiết \| Chi tiết \| \| Ngày \| 28 tháng 11 năm 2009 \| \| Giờ thi đấu \| 3.00pm \| \| Sân vận động \| Stark's Park, Kirkcaldy \| \| Số khán giả \| 1,418 \| \| Trọng tài \| George Salmond \| |
| Chi tiết     | Chi tiết                |  | |
| Ngày         | 28 tháng 11 năm 2009    |  | |
| Giờ thi đấu  | 3.00pm                  |  | |
| Sân vận động | Stark's Park, Kirkcaldy |  | |
| Số khán giả  | 1,418                   |  | |
| Trọng tài    | George Salmond          |  | |

| Chi tiết     | Chi tiết                |
| Ngày         | 28 tháng 11 năm 2009    |
| Giờ thi đấu  | 3.00pm                  |
| Sân vận động | Stark's Park, Kirkcaldy |
| Số khán giả  | 1,418                   |
| Trọng tài    | George Salmond          |

| Spartans | 0–1 | Forfar Athletic |  |

|              |                         | Templeman 55' | \| Chi tiết \| Chi tiết \| \| Ngày \| 28 tháng 11 năm 2009 \| \| Giờ thi đấu \| 3.00pm \| \| Sân vận động \| Ainslie Park, Edinburgh \| \| Số khán giả \| 600 \| \| Trọng tài \| John McKendrick \| |
| Chi tiết     | Chi tiết                |               | |
| Ngày         | 28 tháng 11 năm 2009    |               | |
| Giờ thi đấu  | 3.00pm                  |               | |
| Sân vận động | Ainslie Park, Edinburgh |               | |
| Số khán giả  | 600                     |               | |
| Trọng tài    | John McKendrick         |               | |

| Chi tiết     | Chi tiết                |
| Ngày         | 28 tháng 11 năm 2009    |
| Giờ thi đấu  | 3.00pm                  |
| Sân vận động | Ainslie Park, Edinburgh |
| Số khán giả  | 600                     |
| Trọng tài    | John McKendrick         |

| Stenhousemuir | 5–0 | Cove Rangers |  |

| Motion 1', 34' · Molloy 2' · Bradley 13' · Thomson 30' |                               |  | \| Chi tiết \| Chi tiết \| \| Ngày \| 5 tháng 12 năm 2009 \| \| Giờ thi đấu \| 3.00pm \| \| Sân vận động \| Ochilview Park, Stenhousemuir \| \| Số khán giả \| 409 \| \| Trọng tài \| Thomas Robertson \| |
| Chi tiết                                               | Chi tiết                      |  | |
| Ngày                                                   | 5 tháng 12 năm 2009           |  | |
| Giờ thi đấu                                            | 3.00pm                        |  | |
| Sân vận động                                           | Ochilview Park, Stenhousemuir |  | |
| Số khán giả                                            | 409                           |  | |
| Trọng tài                                              | Thomas Robertson              |  | |

| Chi tiết     | Chi tiết                      |
| Ngày         | 5 tháng 12 năm 2009           |
| Giờ thi đấu  | 3.00pm                        |
| Sân vận động | Ochilview Park, Stenhousemuir |
| Số khán giả  | 409                           |
| Trọng tài    | Thomas Robertson              |

| Clyde | 1–1 | Livingston |  |

| Lithgow 63'  |                                | Hamill 48' | \| Chi tiết \| Chi tiết \| \| Ngày \| 9 tháng 12 năm 2009 \| \| Giờ thi đấu \| 7.45pm \| \| Sân vận động \| Broadwood Stadium, Cumbernauld \| \| Số khán giả \| 538 \| \| Trọng tài \| Craig Charleston \| |
| Chi tiết     | Chi tiết                       |            | |
| Ngày         | 9 tháng 12 năm 2009            |            | |
| Giờ thi đấu  | 7.45pm                         |            | |
| Sân vận động | Broadwood Stadium, Cumbernauld |            | |
| Số khán giả  | 538                            |            | |
| Trọng tài    | Craig Charleston               |            | |

| Chi tiết     | Chi tiết                       |
| Ngày         | 9 tháng 12 năm 2009            |
| Giờ thi đấu  | 7.45pm                         |
| Sân vận động | Broadwood Stadium, Cumbernauld |
| Số khán giả  | 538                            |
| Trọng tài    | Craig Charleston               |

Nguồn: BBC Sport
a.e.t. = sau hiệp phụ; agg. = tổng tỉ số; pen. = quyết định bằng luân lưu.

### Đấu lại
| Peterhead | 1–4 | Raith Rovers |  |

| Stewart 87'  |                     | D.Smith 46', 74' · K.Smith 59' · Simmons 90' | \| Chi tiết \| Chi tiết \| \| Ngày \| 1 tháng 12 năm 2009 \| \| Giờ thi đấu \| 7.45pm \| \| Sân vận động \| Balmoor, Peterhead \| \| Số khán giả \| 537 \| \| Trọng tài \| Stephen Finnie \| |
| Chi tiết     | Chi tiết            |                                              | |
| Ngày         | 1 tháng 12 năm 2009 |                                              | |
| Giờ thi đấu  | 7.45pm              |                                              | |
| Sân vận động | Balmoor, Peterhead  |                                              | |
| Số khán giả  | 537                 |                                              | |
| Trọng tài    | Stephen Finnie      |                                              | |

| Chi tiết     | Chi tiết            |
| Ngày         | 1 tháng 12 năm 2009 |
| Giờ thi đấu  | 7.45pm              |
| Sân vận động | Balmoor, Peterhead  |
| Số khán giả  | 537                 |
| Trọng tài    | Stephen Finnie      |

| Dumbarton | 0–1 | Greenock Morton |  |

|              |                                      | Graham 74' | \| Chi tiết \| Chi tiết \| \| Ngày \| 5 tháng 12 năm 2009 \| \| Giờ thi đấu \| 3.00pm \| \| Sân vận động \| Strathclyde Homes Stadium, Dumbarton \| \| Số khán giả \| 1,495 \| \| Trọng tài \| Steven McLean \| |
| Chi tiết     | Chi tiết                             |            | |
| Ngày         | 5 tháng 12 năm 2009                  |            | |
| Giờ thi đấu  | 3.00pm                               |            | |
| Sân vận động | Strathclyde Homes Stadium, Dumbarton |            | |
| Số khán giả  | 1,495                                |            | |
| Trọng tài    | Steven McLean                        |            | |

| Chi tiết     | Chi tiết                             |
| Ngày         | 5 tháng 12 năm 2009                  |
| Giờ thi đấu  | 3.00pm                               |
| Sân vận động | Strathclyde Homes Stadium, Dumbarton |
| Số khán giả  | 1,495                                |
| Trọng tài    | Steven McLean                        |

| Brechin City | 4–2 | Wick Academy |  |

| Fusco 17' · Docherty 42' · McAllister 57', 72' |                     | MacKay 39' (ph.đ.) · MacAdie 82' | \| Chi tiết \| Chi tiết \| \| Ngày \| 8 tháng 12 năm 2009 \| \| Giờ thi đấu \| 3.00pm \| \| Sân vận động \| Glebe Park, Brechin \| \| Số khán giả \| 402 \| \| Trọng tài \| Crawford Allan \| |
| Chi tiết                                       | Chi tiết            |                                  | |
| Ngày                                           | 8 tháng 12 năm 2009 |                                  | |
| Giờ thi đấu                                    | 3.00pm              |                                  | |
| Sân vận động                                   | Glebe Park, Brechin |                                  | |
| Số khán giả                                    | 402                 |                                  | |
| Trọng tài                                      | Crawford Allan      |                                  | |

| Chi tiết     | Chi tiết            |
| Ngày         | 8 tháng 12 năm 2009 |
| Giờ thi đấu  | 3.00pm              |
| Sân vận động | Glebe Park, Brechin |
| Số khán giả  | 402                 |
| Trọng tài    | Crawford Allan      |

| Alloa Athletic | 1–0 | Cowdenbeath |  |

| Gilhaney 88' |                        |  | \| Chi tiết \| Chi tiết \| \| Ngày \| 8 tháng 12 năm 2009 \| \| Giờ thi đấu \| 7.45pm \| \| Sân vận động \| Recreation Park, Alloa \| \| Số khán giả \| 423 \| \| Trọng tài \| Brian Colvin \| |
| Chi tiết     | Chi tiết               |  | |
| Ngày         | 8 tháng 12 năm 2009    |  | |
| Giờ thi đấu  | 7.45pm                 |  | |
| Sân vận động | Recreation Park, Alloa |  | |
| Số khán giả  | 423                    |  | |
| Trọng tài    | Brian Colvin           |  | |

| Chi tiết     | Chi tiết               |
| Ngày         | 8 tháng 12 năm 2009    |
| Giờ thi đấu  | 7.45pm                 |
| Sân vận động | Recreation Park, Alloa |
| Số khán giả  | 423                    |
| Trọng tài    | Brian Colvin           |

| Livingston | 7–1 | Clyde |  |

| Jacobs 5' · Fox 49', 80' · Winters 50', 67' · Halliday 51', 65' |                                | Lithgow 11' | \| Chi tiết \| Chi tiết \| \| Ngày \| 14 tháng Mười Hai \| \| Giờ thi đấu \| 7.45pm \| \| Sân vận động \| Almondvale Stadium, Livingston \| \| Số khán giả \| 690 \| \| Trọng tài \| Craig Charleston \| |
| Chi tiết                                                        | Chi tiết                       |             | |
| Ngày                                                            | 14 tháng Mười Hai              |             | |
| Giờ thi đấu                                                     | 7.45pm                         |             | |
| Sân vận động                                                    | Almondvale Stadium, Livingston |             | |
| Số khán giả                                                     | 690                            |             | |
| Trọng tài                                                       | Craig Charleston               |             | |

| Chi tiết     | Chi tiết                       |
| Ngày         | 14 tháng Mười Hai              |
| Giờ thi đấu  | 7.45pm                         |
| Sân vận động | Almondvale Stadium, Livingston |
| Số khán giả  | 690                            |
| Trọng tài    | Craig Charleston               |

Nguồn: BBC Sport
a.e.t. = sau hiệp phụ; agg. = tổng tỉ số; pen. = quyết định bằng luân lưu.

## Vòng Bốn
Có 16 đội thắng ở vòng Ba tham gia vòng này, cùng với 12 đội SPL và 4 đội SFL First Division chưa thi đấu ở vòng Ba. Lễ bốc thăm diễn ra vào ngày thứ Hai 30 tháng 11 lúc 2:30pm tại Hampden Park. Các trận đấu dự định diễn ra vào các ngày 9 tháng Một và 10 tháng 1 năm 2010, nhưng 10 trận đấu phải bị hoãn do thời tiết khắc nghiệt.
Có sự tranh cãi rằng đội bóng đến từFirst Division side, Dunfermline Athletic, đưa vào sân cầu thủ không hợp lệ trong trận đấu với Stenhousemuir.  Cũng vì vậy, ban quản lý câu lạc bộ không đăng ký 2 cầu thủ dưới 21 tuổi theo luật và nộp bản đội hình không chính xác. Do phạm luật nên Dunfermline Athletic bị đuổi khỏi giiar và Stenhousemuir đi vào vòng trong thay cho họ. Tuy nhiên sau khiếu nại của câu lạc bộ, một thành viên ủy ban quyết định rằng đuổi khỏi giải là quá khắc nghiệt và không xứng đáng bởi vì những gì ban quản lý câu lạc bộ trình bày như là "lỗi lầm chân thành".  Vì vậy câu lạc bộ được bỏ qua lỗi và chịu phạt hết khoảng 30,000 bảng Anh. Hơn nữa, kết quả trận đấu bị lật ngược lại nên phải đấu lại trên sân Ochilview Park để quyết định đội nào đi tiếp vào vòng trong.
| Inverness Caledonian Thistle | 2–0 | Motherwell |  |

| Bulvītis 43' · Imrie 62' |                               |  | \| Chi tiết \| Chi tiết \| \| Ngày \| 18 tháng 1 năm 2010 \| \| Giờ thi đấu \| 19:45 \| \| Sân vận động \| Caledonian Stadium, Inverness \| \| Số khán giả \| 1,450 \| \| Trọng tài \| Iain Brines \| |
| Chi tiết                 | Chi tiết                      |  | |
| Ngày                     | 18 tháng 1 năm 2010           |  | |
| Giờ thi đấu              | 19:45                         |  | |
| Sân vận động             | Caledonian Stadium, Inverness |  | |
| Số khán giả              | 1,450                         |  | |
| Trọng tài                | Iain Brines                   |  | |

| Chi tiết     | Chi tiết                      |
| Ngày         | 18 tháng 1 năm 2010           |
| Giờ thi đấu  | 19:45                         |
| Sân vận động | Caledonian Stadium, Inverness |
| Số khán giả  | 1,450                         |
| Trọng tài    | Iain Brines                   |

| Hamilton Academical | 3–3 | Rangers |  |

| Mensing 39' (ph.đ.) · M. Paixão 45' · Antoine-Curier 45' |                            | Whittaker 4' · Miller 30', 63' (ph.đ.) | \| Chi tiết \| Chi tiết \| \| Ngày \| 10 tháng 1 năm 2010 \| \| Giờ thi đấu \| 12:15 \| \| Sân vận động \| New Douglas Park, Hamilton \| \| Số khán giả \| 3,940 \| \| Trọng tài \| Charlie Richmond \| |
| Chi tiết                                                 | Chi tiết                   |                                        | |
| Ngày                                                     | 10 tháng 1 năm 2010        |                                        | |
| Giờ thi đấu                                              | 12:15                      |                                        | |
| Sân vận động                                             | New Douglas Park, Hamilton |                                        | |
| Số khán giả                                              | 3,940                      |                                        | |
| Trọng tài                                                | Charlie Richmond           |                                        | |

| Chi tiết     | Chi tiết                   |
| Ngày         | 10 tháng 1 năm 2010        |
| Giờ thi đấu  | 12:15                      |
| Sân vận động | New Douglas Park, Hamilton |
| Số khán giả  | 3,940                      |
| Trọng tài    | Charlie Richmond           |

| Greenock Morton | 0–1 | Celtic |  |

|              |                     | McGinn 35' | \| Chi tiết \| Chi tiết \| \| Ngày \| 19 tháng 1 năm 2010 \| \| Giờ thi đấu \| 19:45 \| \| Sân vận động \| Cappielow, Greenock \| \| Số khán giả \| 10,191 \| \| Trọng tài \| Craig Thomson \| |
| Chi tiết     | Chi tiết            |            | |
| Ngày         | 19 tháng 1 năm 2010 |            | |
| Giờ thi đấu  | 19:45               |            | |
| Sân vận động | Cappielow, Greenock |            | |
| Số khán giả  | 10,191              |            | |
| Trọng tài    | Craig Thomson       |            | |

| Chi tiết     | Chi tiết            |
| Ngày         | 19 tháng 1 năm 2010 |
| Giờ thi đấu  | 19:45               |
| Sân vận động | Cappielow, Greenock |
| Số khán giả  | 10,191              |
| Trọng tài    | Craig Thomson       |

| Hibernian | 3–0 | Irvine Meadow XI |  |

| Riordan 32' · Zemmama 42' · Hanlon 59' |                        |  | \| Chi tiết \| Chi tiết \| \| Ngày \| 9 tháng 1 năm 2010 \| \| Giờ thi đấu \| 15:00 \| \| Sân vận động \| Easter Road, Edinburgh \| \| Số khán giả \| 10,197 \| \| Trọng tài \| Euan Norris \| |
| Chi tiết                               | Chi tiết               |  | |
| Ngày                                   | 9 tháng 1 năm 2010     |  | |
| Giờ thi đấu                            | 15:00                  |  | |
| Sân vận động                           | Easter Road, Edinburgh |  | |
| Số khán giả                            | 10,197                 |  | |
| Trọng tài                              | Euan Norris            |  | |

| Chi tiết     | Chi tiết               |
| Ngày         | 9 tháng 1 năm 2010     |
| Giờ thi đấu  | 15:00                  |
| Sân vận động | Easter Road, Edinburgh |
| Số khán giả  | 10,197                 |
| Trọng tài    | Euan Norris            |

| St Mirren | 3–1 | Alloa Athletic |  |

| Crawford 27' (l.n.) · Mehmet 45', 87' |                         | Brown 34' | \| Chi tiết \| Chi tiết \| \| Ngày \| 9 tháng 1 năm 2010 \| \| Giờ thi đấu \| 15:00 \| \| Sân vận động \| St Mirren Park, Paisley \| \| Số khán giả \| 2,587 \| \| Trọng tài \| Stephen Finnie \| |
| Chi tiết                              | Chi tiết                |           | |
| Ngày                                  | 9 tháng 1 năm 2010      |           | |
| Giờ thi đấu                           | 15:00                   |           | |
| Sân vận động                          | St Mirren Park, Paisley |           | |
| Số khán giả                           | 2,587                   |           | |
| Trọng tài                             | Stephen Finnie          |           | |

| Chi tiết     | Chi tiết                |
| Ngày         | 9 tháng 1 năm 2010      |
| Giờ thi đấu  | 15:00                   |
| Sân vận động | St Mirren Park, Paisley |
| Số khán giả  | 2,587                   |
| Trọng tài    | Stephen Finnie          |

| Raith Rovers | 1–1 | Airdrie United |  |

| Simmons 28' · Smyth 56' (l.n.) |                         | Baird 5' | \| Chi tiết \| Chi tiết \| \| Ngày \| 25 tháng 1 năm 2010 \| \| Giờ thi đấu \| 19:45 \| \| Sân vận động \| Stark's Park, Kirkcaldy \| \| Số khán giả \| 1,599 \| \| Trọng tài \| Steven Nicholls \| |
| Chi tiết                       | Chi tiết                |          | |
| Ngày                           | 25 tháng 1 năm 2010     |          | |
| Giờ thi đấu                    | 19:45                   |          | |
| Sân vận động                   | Stark's Park, Kirkcaldy |          | |
| Số khán giả                    | 1,599                   |          | |
| Trọng tài                      | Steven Nicholls         |          | |

| Chi tiết     | Chi tiết                |
| Ngày         | 25 tháng 1 năm 2010     |
| Giờ thi đấu  | 19:45                   |
| Sân vận động | Stark's Park, Kirkcaldy |
| Số khán giả  | 1,599                   |
| Trọng tài    | Steven Nicholls         |

| Dunfermline Athletic | 7–1 | Stenhousemuir |  |

| Gibson 15' · Kirk 17', 83' (ph.đ.) · Phinn 21' · Graham 35' · McDougall 63' · Cardle 69' |                            | Bradley 90' | \| Chi tiết \| Chi tiết \| \| Ngày \| 9 tháng 1 năm 2010 \| \| Giờ thi đấu \| 15:00 \| \| Sân vận động \| East End Park, Dunfermline \| \| Số khán giả \| 1,832 \| \| Trọng tài \| Bobby Madden \| |
| Chi tiết                                                                                 | Chi tiết                   |             | |
| Ngày                                                                                     | 9 tháng 1 năm 2010         |             | |
| Giờ thi đấu                                                                              | 15:00                      |             | |
| Sân vận động                                                                             | East End Park, Dunfermline |             | |
| Số khán giả                                                                              | 1,832                      |             | |
| Trọng tài                                                                                | Bobby Madden               |             | |

| Chi tiết     | Chi tiết                   |
| Ngày         | 9 tháng 1 năm 2010         |
| Giờ thi đấu  | 15:00                      |
| Sân vận động | East End Park, Dunfermline |
| Số khán giả  | 1,832                      |
| Trọng tài    | Bobby Madden               |

| Forfar Athletic | 0–3 | St Johnstone |  |

|              |                      | Deuchar 23' · Craig 43', 58' | \| Chi tiết \| Chi tiết \| \| Ngày \| 18 tháng 1 năm 2010 \| \| Giờ thi đấu \| 19:45 \| \| Sân vận động \| Station Park, Forfar \| \| Số khán giả \| 1,449 \| \| Trọng tài \| Calum Murray \| |
| Chi tiết     | Chi tiết             |                              | |
| Ngày         | 18 tháng 1 năm 2010  |                              | |
| Giờ thi đấu  | 19:45                |                              | |
| Sân vận động | Station Park, Forfar |                              | |
| Số khán giả  | 1,449                |                              | |
| Trọng tài    | Calum Murray         |                              | |

| Chi tiết     | Chi tiết             |
| Ngày         | 18 tháng 1 năm 2010  |
| Giờ thi đấu  | 19:45                |
| Sân vận động | Station Park, Forfar |
| Số khán giả  | 1,449                |
| Trọng tài    | Calum Murray         |

| Livingston | 0–1 | Dundee |  |

|              |                                | Harkins 33' | \| Chi tiết \| Chi tiết \| \| Ngày \| 20 tháng 1 năm 2010 \| \| Giờ thi đấu \| 19:45 \| \| Sân vận động \| Almondvale Stadium, Livingston \| \| Số khán giả \| 1,176 \| \| Trọng tài \| William Collum \| |
| Chi tiết     | Chi tiết                       |             | |
| Ngày         | 20 tháng 1 năm 2010            |             | |
| Giờ thi đấu  | 19:45                          |             | |
| Sân vận động | Almondvale Stadium, Livingston |             | |
| Số khán giả  | 1,176                          |             | |
| Trọng tài    | William Collum                 |             | |

| Chi tiết     | Chi tiết                       |
| Ngày         | 20 tháng 1 năm 2010            |
| Giờ thi đấu  | 19:45                          |
| Sân vận động | Almondvale Stadium, Livingston |
| Số khán giả  | 1,176                          |
| Trọng tài    | William Collum                 |

| Albion Rovers | 0–0 | Stirling Albion |  |

|              |                         |  | \| Chi tiết \| Chi tiết \| \| Ngày \| 18 tháng 1 năm 2010 \| \| Giờ thi đấu \| 19:45 \| \| Sân vận động \| Cliftonhill, Coatbridge \| \| Số khán giả \| 395 \| \| Trọng tài \| George Salmond \| |
| Chi tiết     | Chi tiết                |  | |
| Ngày         | 18 tháng 1 năm 2010     |  | |
| Giờ thi đấu  | 19:45                   |  | |
| Sân vận động | Cliftonhill, Coatbridge |  | |
| Số khán giả  | 395                     |  | |
| Trọng tài    | George Salmond          |  | |

| Chi tiết     | Chi tiết                |
| Ngày         | 18 tháng 1 năm 2010     |
| Giờ thi đấu  | 19:45                   |
| Sân vận động | Cliftonhill, Coatbridge |
| Số khán giả  | 395                     |
| Trọng tài    | George Salmond          |

| Aberdeen | 2–0 | Heart of Midlothian |  |

| Mackie 60' · Miller 76' |                             |  | \| Chi tiết \| Chi tiết \| \| Ngày \| 9 tháng 1 năm 2010 \| \| Giờ thi đấu \| 15:00 \| \| Sân vận động \| Pittodrie Stadium, Aberdeen \| \| Số khán giả \| 8,226 \| \| Trọng tài \| Steve Conroy \| |
| Chi tiết                | Chi tiết                    |  | |
| Ngày                    | 9 tháng 1 năm 2010          |  | |
| Giờ thi đấu             | 15:00                       |  | |
| Sân vận động            | Pittodrie Stadium, Aberdeen |  | |
| Số khán giả             | 8,226                       |  | |
| Trọng tài               | Steve Conroy                |  | |

| Chi tiết     | Chi tiết                    |
| Ngày         | 9 tháng 1 năm 2010          |
| Giờ thi đấu  | 15:00                       |
| Sân vận động | Pittodrie Stadium, Aberdeen |
| Số khán giả  | 8,226                       |
| Trọng tài    | Steve Conroy                |

| Edinburgh City | 1–3 | Montrose |  |

| Gair 37'     |                               | Nicholas 20' · Maitland 71' · Nicol 84' | \| Chi tiết \| Chi tiết \| \| Ngày \| 18 tháng 1 năm 2010 \| \| Giờ thi đấu \| 19:45 \| \| Sân vận động \| Meadowbank Stadium, Edinburgh \| \| Số khán giả \| 1,027 \| \| Trọng tài \| Colin Brown \| |
| Chi tiết     | Chi tiết                      |                                         | |
| Ngày         | 18 tháng 1 năm 2010           |                                         | |
| Giờ thi đấu  | 19:45                         |                                         | |
| Sân vận động | Meadowbank Stadium, Edinburgh |                                         | |
| Số khán giả  | 1,027                         |                                         | |
| Trọng tài    | Colin Brown                   |                                         | |

| Chi tiết     | Chi tiết                      |
| Ngày         | 18 tháng 1 năm 2010           |
| Giờ thi đấu  | 19:45                         |
| Sân vận động | Meadowbank Stadium, Edinburgh |
| Số khán giả  | 1,027                         |
| Trọng tài    | Colin Brown                   |

| Partick Thistle | 0–2 | Dundee United |  |

|              |                          | Casalinuovo 26' · Goodwillie 90' | \| Chi tiết \| Chi tiết \| \| Ngày \| 9 tháng 1 năm 2010 \| \| Giờ thi đấu \| 15:00 \| \| Sân vận động \| Firhill Stadium, Glasgow \| \| Số khán giả \| 4,002 \| \| Trọng tài \| Dougie McDonald \| |
| Chi tiết     | Chi tiết                 |                                  | |
| Ngày         | 9 tháng 1 năm 2010       |                                  | |
| Giờ thi đấu  | 15:00                    |                                  | |
| Sân vận động | Firhill Stadium, Glasgow |                                  | |
| Số khán giả  | 4,002                    |                                  | |
| Trọng tài    | Dougie McDonald          |                                  | |

| Chi tiết     | Chi tiết                 |
| Ngày         | 9 tháng 1 năm 2010       |
| Giờ thi đấu  | 15:00                    |
| Sân vận động | Firhill Stadium, Glasgow |
| Số khán giả  | 4,002                    |
| Trọng tài    | Dougie McDonald          |

| Ross County | 4–0 | Inverurie Loco Works |  |

| Craig 37', 56' · Morrison 53' · Miller 73' |                         |  | \| Chi tiết \| Chi tiết \| \| Ngày \| 18 tháng 1 năm 2010 \| \| Giờ thi đấu \| 19:45 \| \| Sân vận động \| Victoria Park, Dingwall \| \| Số khán giả \| 835 \| \| Trọng tài \| Steven McLean \| |
| Chi tiết                                   | Chi tiết                |  | |
| Ngày                                       | 18 tháng 1 năm 2010     |  | |
| Giờ thi đấu                                | 19:45                   |  | |
| Sân vận động                               | Victoria Park, Dingwall |  | |
| Số khán giả                                | 835                     |  | |
| Trọng tài                                  | Steven McLean           |  | |

| Chi tiết     | Chi tiết                |
| Ngày         | 18 tháng 1 năm 2010     |
| Giờ thi đấu  | 19:45                   |
| Sân vận động | Victoria Park, Dingwall |
| Số khán giả  | 835                     |
| Trọng tài    | Steven McLean           |

| Ayr United | 1–0 | Brechin City |  |

| Roberts 3'   |                     |  | \| Chi tiết \| Chi tiết \| \| Ngày \| 18 tháng 1 năm 2010 \| \| Giờ thi đấu \| 19:45 \| \| Sân vận động \| Somerset Park, Ayr \| \| Số khán giả \| 1,139 \| \| Trọng tài \| John McKendrick \| |
| Chi tiết     | Chi tiết            |  | |
| Ngày         | 18 tháng 1 năm 2010 |  | |
| Giờ thi đấu  | 19:45               |  | |
| Sân vận động | Somerset Park, Ayr  |  | |
| Số khán giả  | 1,139               |  | |
| Trọng tài    | John McKendrick     |  | |

| Chi tiết     | Chi tiết            |
| Ngày         | 18 tháng 1 năm 2010 |
| Giờ thi đấu  | 19:45               |
| Sân vận động | Somerset Park, Ayr  |
| Số khán giả  | 1,139               |
| Trọng tài    | John McKendrick     |

| Kilmarnock | 1–0 | Falkirk |  |

| Pascali 83'  |                        |  | \| Chi tiết \| Chi tiết \| \| Ngày \| 18 tháng 1 năm 2010 \| \| Giờ thi đấu \| 19:45 \| \| Sân vận động \| Rugby Park, Kilmarnock \| \| Số khán giả \| 3,378 \| \| Trọng tài \| Mike Tumilty \| |
| Chi tiết     | Chi tiết               |  | |
| Ngày         | 18 tháng 1 năm 2010    |  | |
| Giờ thi đấu  | 19:45                  |  | |
| Sân vận động | Rugby Park, Kilmarnock |  | |
| Số khán giả  | 3,378                  |  | |
| Trọng tài    | Mike Tumilty           |  | |

| Chi tiết     | Chi tiết               |
| Ngày         | 18 tháng 1 năm 2010    |
| Giờ thi đấu  | 19:45                  |
| Sân vận động | Rugby Park, Kilmarnock |
| Số khán giả  | 3,378                  |
| Trọng tài    | Mike Tumilty           |

Nguồn: BBC Sport
a.e.t. = sau hiệp phụ; agg. = tổng tỉ số; pen. = quyết định bằng luân lưu.

### Đấu lại
| Airdrie United | 1–3 | Raith Rovers |  |

| Donnelly 39' · Robertson 90' |                            | K.Smith 24' · Tadé 45' · Russell 90' (ph.đ.) | \| Chi tiết \| Chi tiết \| \| Ngày \| 27 tháng 1 năm 2010 \| \| Giờ thi đấu \| 19:45 \| \| Sân vận động \| Excelsior Stadium, Airdrie \| \| Số khán giả \| 852 \| \| Trọng tài \| Steven Nicholls \| |
| Chi tiết                     | Chi tiết                   |                                              | |
| Ngày                         | 27 tháng 1 năm 2010        |                                              | |
| Giờ thi đấu                  | 19:45                      |                                              | |
| Sân vận động                 | Excelsior Stadium, Airdrie |                                              | |
| Số khán giả                  | 852                        |                                              | |
| Trọng tài                    | Steven Nicholls            |                                              | |

| Chi tiết     | Chi tiết                   |
| Ngày         | 27 tháng 1 năm 2010        |
| Giờ thi đấu  | 19:45                      |
| Sân vận động | Excelsior Stadium, Airdrie |
| Số khán giả  | 852                        |
| Trọng tài    | Steven Nicholls            |

| Rangers | 2–0 (a.e.t.) | Hamilton Academical |  |

| Whittaker 98', 99' |                        |  | \| Chi tiết \| Chi tiết \| \| Ngày \| 19 tháng 1 năm 2010 \| \| Giờ thi đấu \| 19:45 \| \| Sân vận động \| Ibrox Stadium, Glasgow \| \| Số khán giả \| 21,856 \| \| Trọng tài \| Charlie Richmond \| |
| Chi tiết           | Chi tiết               |  | |
| Ngày               | 19 tháng 1 năm 2010    |  | |
| Giờ thi đấu        | 19:45                  |  | |
| Sân vận động       | Ibrox Stadium, Glasgow |  | |
| Số khán giả        | 21,856                 |  | |
| Trọng tài          | Charlie Richmond       |  | |

| Chi tiết     | Chi tiết               |
| Ngày         | 19 tháng 1 năm 2010    |
| Giờ thi đấu  | 19:45                  |
| Sân vận động | Ibrox Stadium, Glasgow |
| Số khán giả  | 21,856                 |
| Trọng tài    | Charlie Richmond       |

| Stenhousemuir | 1–2 (a.e.t.) | Dunfermline Athletic |  |

| Bradley 67' (ph.đ.) |                               | Cardle 35' · Kirk 112' | \| Chi tiết \| Chi tiết \| \| Ngày \| 26 tháng 1 năm 2010 \| \| Giờ thi đấu \| 19:30 \| \| Sân vận động \| Ochilview Park, Stenhousemuir \| \| Số khán giả \| 1,810 \| \| Trọng tài \| Bobby Madden \| |
| Chi tiết            | Chi tiết                      |                        | |
| Ngày                | 26 tháng 1 năm 2010           |                        | |
| Giờ thi đấu         | 19:30                         |                        | |
| Sân vận động        | Ochilview Park, Stenhousemuir |                        | |
| Số khán giả         | 1,810                         |                        | |
| Trọng tài           | Bobby Madden                  |                        | |

| Chi tiết     | Chi tiết                      |
| Ngày         | 26 tháng 1 năm 2010           |
| Giờ thi đấu  | 19:30                         |
| Sân vận động | Ochilview Park, Stenhousemuir |
| Số khán giả  | 1,810                         |
| Trọng tài    | Bobby Madden                  |

| Stirling Albion | 3–1 | Albion Rovers |  |

| Mullen 9', 33' · Murphy 43' |                             | Walker 18' | \| Chi tiết \| Chi tiết \| \| Ngày \| 20 tháng 1 năm 2010 \| \| Giờ thi đấu \| 19:30 \| \| Sân vận động \| Forthbank Stadium, Stirling \| \| Số khán giả \| 355 \| \| Trọng tài \| George Salmond \| |
| Chi tiết                    | Chi tiết                    |            | |
| Ngày                        | 20 tháng 1 năm 2010         |            | |
| Giờ thi đấu                 | 19:30                       |            | |
| Sân vận động                | Forthbank Stadium, Stirling |            | |
| Số khán giả                 | 355                         |            | |
| Trọng tài                   | George Salmond              |            | |

| Chi tiết     | Chi tiết                    |
| Ngày         | 20 tháng 1 năm 2010         |
| Giờ thi đấu  | 19:30                       |
| Sân vận động | Forthbank Stadium, Stirling |
| Số khán giả  | 355                         |
| Trọng tài    | George Salmond              |

Nguồn: BBC Sport
a.e.t. = sau hiệp phụ; agg. = tổng tỉ số; pen. = quyết định bằng luân lưu.

## Vòng Năm
Lễ bốc thăm vòng Năm diễn ra ngày Chủ Nhật 10 tháng Một lúc khoảng 2:15pm tại New Douglas Park. Vòng này bao gồm 16 đội thắng ở vòng Bốn. Các trận đấu được diễn ra vào 6 & 7 tháng Hai.
| Dunfermline Athletic | 2–4 | Celtic |  |

| Graham 21' · Kirk 28' (ph.đ.) |                            | Kamara 20' · Rasmussen 43' · Woods 59' (l.n.) · Keane 68' (ph.đ.) | \| Chi tiết \| Chi tiết \| \| Ngày \| 7 tháng 2 năm 2010 \| \| Giờ thi đấu \| 12:15 \| \| Sân vận động \| East End Park, Dunfermline \| \| Số khán giả \| 8,933 \| \| Trọng tài \| Charlie Richmond \| |
| Chi tiết                      | Chi tiết                   |                                                                   | |
| Ngày                          | 7 tháng 2 năm 2010         |                                                                   | |
| Giờ thi đấu                   | 12:15                      |                                                                   | |
| Sân vận động                  | East End Park, Dunfermline |                                                                   | |
| Số khán giả                   | 8,933                      |                                                                   | |
| Trọng tài                     | Charlie Richmond           |                                                                   | |

| Chi tiết     | Chi tiết                   |
| Ngày         | 7 tháng 2 năm 2010         |
| Giờ thi đấu  | 12:15                      |
| Sân vận động | East End Park, Dunfermline |
| Số khán giả  | 8,933                      |
| Trọng tài    | Charlie Richmond           |

| St Johnstone | 0–1 | Dundee United |  |

|              |                       | Goodwillie 45' | \| Chi tiết \| Chi tiết \| \| Ngày \| 6 tháng 2 năm 2010 \| \| Giờ thi đấu \| 15:00 \| \| Sân vận động \| McDiarmid Park, Perth \| \| Số khán giả \| 5,636 \| \| Trọng tài \| Craig Thomson \| |
| Chi tiết     | Chi tiết              |                | |
| Ngày         | 6 tháng 2 năm 2010    |                | |
| Giờ thi đấu  | 15:00                 |                | |
| Sân vận động | McDiarmid Park, Perth |                | |
| Số khán giả  | 5,636                 |                | |
| Trọng tài    | Craig Thomson         |                | |

| Chi tiết     | Chi tiết              |
| Ngày         | 6 tháng 2 năm 2010    |
| Giờ thi đấu  | 15:00                 |
| Sân vận động | McDiarmid Park, Perth |
| Số khán giả  | 5,636                 |
| Trọng tài    | Craig Thomson         |

| Hibernian | 5–1 | Montrose |  |

| Nish 5', 25' · Riordan 70' · Benjelloun 78' · Gow 89' |                        | Hegarty 74' | \| Chi tiết \| Chi tiết \| \| Ngày \| 6 tháng 2 năm 2010 \| \| Giờ thi đấu \| 15:00 \| \| Sân vận động \| Easter Road, Edinburgh \| \| Số khán giả \| 9,068 \| \| Trọng tài \| Alan Muir \| |
| Chi tiết                                              | Chi tiết               |             | |
| Ngày                                                  | 6 tháng 2 năm 2010     |             | |
| Giờ thi đấu                                           | 15:00                  |             | |
| Sân vận động                                          | Easter Road, Edinburgh |             | |
| Số khán giả                                           | 9,068                  |             | |
| Trọng tài                                             | Alan Muir              |             | |

| Chi tiết     | Chi tiết               |
| Ngày         | 6 tháng 2 năm 2010     |
| Giờ thi đấu  | 15:00                  |
| Sân vận động | Easter Road, Edinburgh |
| Số khán giả  | 9,068                  |
| Trọng tài    | Alan Muir              |

| Dundee | 2–1 | Ayr United |  |

| Hutchinson 41' · Griffiths 70' |                    | McManus 11' | \| Chi tiết \| Chi tiết \| \| Ngày \| 6 tháng 2 năm 2010 \| \| Giờ thi đấu \| 15:00 \| \| Sân vận động \| Dens Park, Dundee \| \| Số khán giả \| 2,852 \| \| Trọng tài \| Dougie McDonald \| |
| Chi tiết                       | Chi tiết           |             | |
| Ngày                           | 6 tháng 2 năm 2010 |             | |
| Giờ thi đấu                    | 15:00              |             | |
| Sân vận động                   | Dens Park, Dundee  |             | |
| Số khán giả                    | 2,852              |             | |
| Trọng tài                      | Dougie McDonald    |             | |

| Chi tiết     | Chi tiết           |
| Ngày         | 6 tháng 2 năm 2010 |
| Giờ thi đấu  | 15:00              |
| Sân vận động | Dens Park, Dundee  |
| Số khán giả  | 2,852              |
| Trọng tài    | Dougie McDonald    |

| Raith Rovers | 1–1 | Aberdeen |  |

| Williamson 31' |                         | McDonald 90' | \| Chi tiết \| Chi tiết \| \| Ngày \| 6 tháng 2 năm 2010 \| \| Giờ thi đấu \| 15:00 \| \| Sân vận động \| Stark's Park, Kirkcaldy \| \| Số khán giả \| 7,045 \| \| Trọng tài \| William Collum \| |
| Chi tiết       | Chi tiết                |              | |
| Ngày           | 6 tháng 2 năm 2010      |              | |
| Giờ thi đấu    | 15:00                   |              | |
| Sân vận động   | Stark's Park, Kirkcaldy |              | |
| Số khán giả    | 7,045                   |              | |
| Trọng tài      | William Collum          |              | |

| Chi tiết     | Chi tiết                |
| Ngày         | 6 tháng 2 năm 2010      |
| Giờ thi đấu  | 15:00                   |
| Sân vận động | Stark's Park, Kirkcaldy |
| Số khán giả  | 7,045                   |
| Trọng tài    | William Collum          |

| Kilmarnock | 3–0 | Inverness Caledonian Thistle |  |

| Sammon 28' · Kelly 36', 59' |                        |  | \| Chi tiết \| Chi tiết \| \| Ngày \| 6 tháng 2 năm 2010 \| \| Giờ thi đấu \| 15:00 \| \| Sân vận động \| Rugby Park, Kilmarnock \| \| Số khán giả \| 4,473 \| \| Trọng tài \| Stevie O'Reilly \| |
| Chi tiết                    | Chi tiết               |  | |
| Ngày                        | 6 tháng 2 năm 2010     |  | |
| Giờ thi đấu                 | 15:00                  |  | |
| Sân vận động                | Rugby Park, Kilmarnock |  | |
| Số khán giả                 | 4,473                  |  | |
| Trọng tài                   | Stevie O'Reilly        |  | |

| Chi tiết     | Chi tiết               |
| Ngày         | 6 tháng 2 năm 2010     |
| Giờ thi đấu  | 15:00                  |
| Sân vận động | Rugby Park, Kilmarnock |
| Số khán giả  | 4,473                  |
| Trọng tài    | Stevie O'Reilly        |

| St Mirren | 0–0 | Rangers |  |

|              |                         |  | \| Chi tiết \| Chi tiết \| \| Ngày \| 6 tháng 2 năm 2010 \| \| Giờ thi đấu \| 12:30 \| \| Sân vận động \| St Mirren Park, Paisley \| \| Số khán giả \| 4,909 \| \| Trọng tài \| Iain Brines \| |
| Chi tiết     | Chi tiết                |  | |
| Ngày         | 6 tháng 2 năm 2010      |  | |
| Giờ thi đấu  | 12:30                   |  | |
| Sân vận động | St Mirren Park, Paisley |  | |
| Số khán giả  | 4,909                   |  | |
| Trọng tài    | Iain Brines             |  | |

| Chi tiết     | Chi tiết                |
| Ngày         | 6 tháng 2 năm 2010      |
| Giờ thi đấu  | 12:30                   |
| Sân vận động | St Mirren Park, Paisley |
| Số khán giả  | 4,909                   |
| Trọng tài    | Iain Brines             |

| Ross County | 9–0 | Stirling Albion |  |

| Keddie 3' · Gardyne 15', 20' · Wood 55', 59', 90' · Brittain 66' (ph.đ.) · Kettlewell 83' · Morrison 84' |                         |  | \| Chi tiết \| Chi tiết \| \| Ngày \| 6 tháng 2 năm 2010 \| \| Giờ thi đấu \| 15:00 \| \| Sân vận động \| Victoria Park, Dingwall \| \| Số khán giả \| 1,365 \| \| Trọng tài \| Euan Norris \| |
| Chi tiết                                                                                                 | Chi tiết                |  | |
| Ngày | 6 tháng 2 năm 2010      |  | |
| Giờ thi đấu                                                                                              | 15:00                   |  | |
| Sân vận động                                                                                             | Victoria Park, Dingwall |  | |
| Số khán giả                                                                                              | 1,365                   |  | |
| Trọng tài                                                                                                | Euan Norris             |  | |

| Chi tiết     | Chi tiết                |
| Ngày         | 6 tháng 2 năm 2010      |
| Giờ thi đấu  | 15:00                   |
| Sân vận động | Victoria Park, Dingwall |
| Số khán giả  | 1,365                   |
| Trọng tài    | Euan Norris             |

Nguồn: BBC Sport
a.e.t. = sau hiệp phụ; agg. = tổng tỉ số; pen. = quyết định bằng luân lưu.

### Đấu lại
| Rangers | 1–0 | St Mirren |  |

| Boyd 86'     |                        |  | \| Chi tiết \| Chi tiết \| \| Ngày \| 17 tháng 2 năm 2010 \| \| Giờ thi đấu \| 19:45 \| \| Sân vận động \| Ibrox Stadium, Glasgow \| \| Số khán giả \| 31,086 \| \| Trọng tài \| Iain Brines \| |
| Chi tiết     | Chi tiết               |  | |
| Ngày         | 17 tháng 2 năm 2010    |  | |
| Giờ thi đấu  | 19:45                  |  | |
| Sân vận động | Ibrox Stadium, Glasgow |  | |
| Số khán giả  | 31,086                 |  | |
| Trọng tài    | Iain Brines            |  | |

| Chi tiết     | Chi tiết               |
| Ngày         | 17 tháng 2 năm 2010    |
| Giờ thi đấu  | 19:45                  |
| Sân vận động | Ibrox Stadium, Glasgow |
| Số khán giả  | 31,086                 |
| Trọng tài    | Iain Brines            |

| Aberdeen | 0–1 | Raith Rovers |  |

|              |                             | Tadé 58' | \| Chi tiết \| Chi tiết \| \| Ngày \| 16 tháng 2 năm 2010 \| \| Giờ thi đấu \| 19:45 \| \| Sân vận động \| Pittodrie Stadium, Aberdeen \| \| Số khán giả \| 8,153 \| \| Trọng tài \| David Somers \| |
| Chi tiết     | Chi tiết                    |          | |
| Ngày         | 16 tháng 2 năm 2010         |          | |
| Giờ thi đấu  | 19:45                       |          | |
| Sân vận động | Pittodrie Stadium, Aberdeen |          | |
| Số khán giả  | 8,153                       |          | |
| Trọng tài    | David Somers                |          | |

| Chi tiết     | Chi tiết                    |
| Ngày         | 16 tháng 2 năm 2010         |
| Giờ thi đấu  | 19:45                       |
| Sân vận động | Pittodrie Stadium, Aberdeen |
| Số khán giả  | 8,153                       |
| Trọng tài    | David Somers                |

Nguồn: BBC Sport
a.e.t. = sau hiệp phụ; agg. = tổng tỉ số; pen. = quyết định bằng luân lưu.

## Tứ kết
Lễ bốc thăm Tứ kết diễn ra vào ngày Thứ Tư 10 tháng Hai lúc 1pm tại Hampden Park.
| Rangers | 3–3 | Dundee United |  |

| Boyd 34' (ph.đ.), 43' (ph.đ.) · Novo 48' |                        | Shala 24' · Whittaker 63' (l.n.) · Kovačević 80' | \| Chi tiết \| Chi tiết \| \| Ngày \| 14 tháng 3 năm 2010 \| \| Giờ thi đấu \| 12:05 \| \| Sân vận động \| Ibrox Stadium, Glasgow \| \| Số khán giả \| 24,096 \| \| Trọng tài \| Dougie McDonald \| |
| Chi tiết                                 | Chi tiết               |                                                  | |
| Ngày                                     | 14 tháng 3 năm 2010    |                                                  | |
| Giờ thi đấu                              | 12:05                  |                                                  | |
| Sân vận động                             | Ibrox Stadium, Glasgow |                                                  | |
| Số khán giả                              | 24,096                 |                                                  | |
| Trọng tài                                | Dougie McDonald        |                                                  | |

| Chi tiết     | Chi tiết               |
| Ngày         | 14 tháng 3 năm 2010    |
| Giờ thi đấu  | 12:05                  |
| Sân vận động | Ibrox Stadium, Glasgow |
| Số khán giả  | 24,096                 |
| Trọng tài    | Dougie McDonald        |

| Hibernian | 2–2 | Ross County |  |

| Nish 7' · Riordan 19' |                        | Murray 16' (l.n.) · Gardyne 79' | \| Chi tiết \| Chi tiết \| \| Ngày \| 13 tháng 3 năm 2010 \| \| Giờ thi đấu \| 14:00 \| \| Sân vận động \| Easter Road, Edinburgh \| \| Số khán giả \| 9,857 \| \| Trọng tài \| Brian Winter \| |
| Chi tiết              | Chi tiết               |                                 | |
| Ngày                  | 13 tháng 3 năm 2010    |                                 | |
| Giờ thi đấu           | 14:00                  |                                 | |
| Sân vận động          | Easter Road, Edinburgh |                                 | |
| Số khán giả           | 9,857                  |                                 | |
| Trọng tài             | Brian Winter           |                                 | |

| Chi tiết     | Chi tiết               |
| Ngày         | 13 tháng 3 năm 2010    |
| Giờ thi đấu  | 14:00                  |
| Sân vận động | Easter Road, Edinburgh |
| Số khán giả  | 9,857                  |
| Trọng tài    | Brian Winter           |

| Kilmarnock | 0–3 | Celtic |  |

|              |                        | Keane 64', 81', 82' | \| Chi tiết \| Chi tiết \| \| Ngày \| 13 tháng 3 năm 2010 \| \| Giờ thi đấu \| 12:15 \| \| Sân vận động \| Rugby Park, Kilmarnock \| \| Số khán giả \| 7,351 \| \| Trọng tài \| Iain Brines \| |
| Chi tiết     | Chi tiết               |                     | |
| Ngày         | 13 tháng 3 năm 2010    |                     | |
| Giờ thi đấu  | 12:15                  |                     | |
| Sân vận động | Rugby Park, Kilmarnock |                     | |
| Số khán giả  | 7,351                  |                     | |
| Trọng tài    | Iain Brines            |                     | |

| Chi tiết     | Chi tiết               |
| Ngày         | 13 tháng 3 năm 2010    |
| Giờ thi đấu  | 12:15                  |
| Sân vận động | Rugby Park, Kilmarnock |
| Số khán giả  | 7,351                  |
| Trọng tài    | Iain Brines            |

| Dundee | 1–2 | Raith Rovers |  |

| Forsyth 73'  |                     | Simmons 3' · Ellis 10' | \| Chi tiết \| Chi tiết \| \| Ngày \| 13 tháng 3 năm 2010 \| \| Giờ thi đấu \| 15:00 \| \| Sân vận động \| Dens Park, Dundee \| \| Số khán giả \| 7,306 \| \| Trọng tài \| Charlie Richmond \| |
| Chi tiết     | Chi tiết            |                        | |
| Ngày         | 13 tháng 3 năm 2010 |                        | |
| Giờ thi đấu  | 15:00               |                        | |
| Sân vận động | Dens Park, Dundee   |                        | |
| Số khán giả  | 7,306               |                        | |
| Trọng tài    | Charlie Richmond    |                        | |

| Chi tiết     | Chi tiết            |
| Ngày         | 13 tháng 3 năm 2010 |
| Giờ thi đấu  | 15:00               |
| Sân vận động | Dens Park, Dundee   |
| Số khán giả  | 7,306               |
| Trọng tài    | Charlie Richmond    |

Nguồn: BBC Sport
a.e.t. = sau hiệp phụ; agg. = tổng tỉ số; pen. = quyết định bằng luân lưu.

### Đấu lại
| Ross County | 2–1 | Hibernian |  |

| Wood 70' · Boyd 90' |                         | Stokes 46' | \| Chi tiết \| Chi tiết \| \| Ngày \| 23 tháng 3 năm 2010 \| \| Giờ thi đấu \| 19:45 \| \| Sân vận động \| Victoria Park, Dingwall \| \| Số khán giả \| 5,607 \| \| Trọng tài \| Brian Winter \| |
| Chi tiết            | Chi tiết                |            | |
| Ngày                | 23 tháng 3 năm 2010     |            | |
| Giờ thi đấu         | 19:45                   |            | |
| Sân vận động        | Victoria Park, Dingwall |            | |
| Số khán giả         | 5,607                   |            | |
| Trọng tài           | Brian Winter            |            | |

| Chi tiết     | Chi tiết                |
| Ngày         | 23 tháng 3 năm 2010     |
| Giờ thi đấu  | 19:45                   |
| Sân vận động | Victoria Park, Dingwall |
| Số khán giả  | 5,607                   |
| Trọng tài    | Brian Winter            |

| Dundee United | 1–0 | Rangers |  |

| D. Robertson 90' |                        |  | \| Chi tiết \| Chi tiết \| \| Ngày \| 24 tháng 3 năm 2010 \| \| Giờ thi đấu \| 19:45 \| \| Sân vận động \| Tannadice Park, Dundee \| \| Số khán giả \| 11,898 \| \| Trọng tài \| Dougie McDonald \| |
| Chi tiết         | Chi tiết               |  | |
| Ngày             | 24 tháng 3 năm 2010    |  | |
| Giờ thi đấu      | 19:45                  |  | |
| Sân vận động     | Tannadice Park, Dundee |  | |
| Số khán giả      | 11,898                 |  | |
| Trọng tài        | Dougie McDonald        |  | |

| Chi tiết     | Chi tiết               |
| Ngày         | 24 tháng 3 năm 2010    |
| Giờ thi đấu  | 19:45                  |
| Sân vận động | Tannadice Park, Dundee |
| Số khán giả  | 11,898                 |
| Trọng tài    | Dougie McDonald        |

Nguồn: BBC Sport
a.e.t. = sau hiệp phụ; agg. = tổng tỉ số; pen. = quyết định bằng luân lưu.

## Bán kết
Lễ bốc thăm Bán kết diễn ra tại Hampden Park vào ngày thứ Hai 15 tháng Ba lúc 10.30am.
| Celtic | 0–2 | Ross County |  |

|              |                       | Craig 55' · Scott 88' | \| Chi tiết \| Chi tiết \| \| Ngày \| 10 tháng 4 năm 2010 \| \| Giờ thi đấu \| 12:15 \| \| Sân vận động \| Hampden Park, Glasgow \| \| Số khán giả \| 24,535 \| \| Trọng tài \| William Collum \| |
| Chi tiết     | Chi tiết              |                       | |
| Ngày         | 10 tháng 4 năm 2010   |                       | |
| Giờ thi đấu  | 12:15                 |                       | |
| Sân vận động | Hampden Park, Glasgow |                       | |
| Số khán giả  | 24,535                |                       | |
| Trọng tài    | William Collum        |                       | |

| Chi tiết     | Chi tiết              |
| Ngày         | 10 tháng 4 năm 2010   |
| Giờ thi đấu  | 12:15                 |
| Sân vận động | Hampden Park, Glasgow |
| Số khán giả  | 24,535                |
| Trọng tài    | William Collum        |

| Dundee United | 2–0 | Raith Rovers |  |

| Goodwillie 28' · Webster 59' |                       |  | \| Chi tiết \| Chi tiết \| \| Ngày \| 11 tháng 4 năm 2010 \| \| Giờ thi đấu \| 15:00 \| \| Sân vận động \| Hampden Park, Glasgow \| \| Số khán giả \| 17,671 \| \| Trọng tài \| Craig Thomson \| |
| Chi tiết                     | Chi tiết              |  | |
| Ngày                         | 11 tháng 4 năm 2010   |  | |
| Giờ thi đấu                  | 15:00                 |  | |
| Sân vận động                 | Hampden Park, Glasgow |  | |
| Số khán giả                  | 17,671                |  | |
| Trọng tài                    | Craig Thomson         |  | |

| Chi tiết     | Chi tiết              |
| Ngày         | 11 tháng 4 năm 2010   |
| Giờ thi đấu  | 15:00                 |
| Sân vận động | Hampden Park, Glasgow |
| Số khán giả  | 17,671                |
| Trọng tài    | Craig Thomson         |

Nguồn: BBC Sport
a.e.t. = sau hiệp phụ; agg. = tổng tỉ số; pen. = quyết định bằng luân lưu.

## Chung kết
| Ross County | 0–3 | Dundee United |  |

|              |                       | Goodwillie 61' · Conway 75', 86' | \| Chi tiết \| Chi tiết \| \| Ngày \| 15 tháng 5 năm 2010 \| \| Giờ thi đấu \| 15:00 \| \| Sân vận động \| Hampden Park, Glasgow \| \| Số khán giả \| 47,122 \| \| Trọng tài \| Dougie McDonald \| |
| Chi tiết     | Chi tiết              |                                  | |
| Ngày         | 15 tháng 5 năm 2010   |                                  | |
| Giờ thi đấu  | 15:00                 |                                  | |
| Sân vận động | Hampden Park, Glasgow |                                  | |
| Số khán giả  | 47,122                |                                  | |
| Trọng tài    | Dougie McDonald       |                                  | |

| Chi tiết     | Chi tiết              |
| Ngày         | 15 tháng 5 năm 2010   |
| Giờ thi đấu  | 15:00                 |
| Sân vận động | Hampden Park, Glasgow |
| Số khán giả  | 47,122                |
| Trọng tài    | Dougie McDonald       |

Nguồn: BBC Sport
a.e.t. = sau hiệp phụ; agg. = tổng tỉ số; pen. = quyết định bằng luân lưu.

## Phủ sóng truyền thông
Từ vòng Bốn trở đi, Cúp quốc gia Scotland sẽ được phát sóng trực tiếp ở Vương quốc Liên hiệp Anh và Bắc Ireland trên BBC Scotland & Sky Sports.